# 芥川賞の受賞者一覧
芥川賞の受賞者一覧（あくたがわしょうのじゅしょうしゃいちらん）では、芥川賞各回の受賞者、候補者、選考委員を含めた詳細な一覧を掲載する。簡易な一覧は芥川龍之介賞#受賞者一覧を参照。
- 上半期は各年7月、下半期は翌年1月に受賞作が発表される。
- 受賞者・候補者の末尾の数字はその時点で候補になった回数を示している。（初）は初候補。予備候補など最終候補以外のものは考慮していない。
- 作品が文学界新人賞や群像新人文学賞などの公募新人賞を受賞している場合は初出誌にその旨を併記。野間文芸新人賞や三島由紀夫賞など、他の非公募の文学賞を受賞した場合は備考欄に記す。

## 1930年代
第1回（1935年上半期）
- 受賞：石川達三 「蒼氓」（『星座』1935年4月号）
- 候補（受賞者、予備候補者を除く。以下同じ）
  - 外村繁 「草筏」（『世紀』1935年3月号、4月号）
  - 高見順 「故旧忘れ得べき」 （『日暦』7号-10号）
  - 衣巻省三 「けしかけられた男」（『翰林』1934年10月号-1935年5月号）
  - 太宰治 「逆行」（『文藝』1935年2月号）
- 備考：第1回はブラジル移民を題材にした石川達三「蒼氓」が受賞。借金などのため受賞を熱望していた太宰治は落選をうらみ、選考委員の川端康成（選考会には欠席）の評に対し雑誌上で反駁している（芥川龍之介賞#太宰治の落選について参照）。

選考委員： 川端康成（欠席）、菊池寛、久米正雄、小島政二郎、佐佐木茂索、佐藤春夫、瀧井孝作、谷崎潤一郎（欠席）、室生犀星、山本有三（欠席）、横光利一
第2回（1935年下半期）
- 受賞：なし（二・二六事件のため審査中止）
- 候補：
  - 小山祐士 『瀬戸内海の子供ら』 （白水社刊、1935年12月）（初）
  - 川崎長太郎 「余熱」その他（『早稲田文學』1935年10月号）（初）
  - 伊藤佐喜雄 「花の宴」（『日本浪曼派』1935年12月号-1937年3月号）「面影」（『コギト』1935年10月号）（初）
  - 檀一雄 「夕張胡亭塾景観」（『日本浪曼派』1935年12月号）（初）
  - 丸岡明 「生きものの記録」（『三田文學』1935年10月号-12月号）（初）
  - 宮内寒弥 「中央高地」（『早稲田文學』1935年8月号）（初）
- 備考：第2回からしばらく「一度候補に挙がった者は候補にならない」規定のもとに選考される。

選考委員： 川端康成、菊池寛、久米正雄、小島政二郎、佐佐木茂索、佐藤春夫、瀧井孝作、谷崎潤一郎（欠席）、室生犀星、山本有三（欠席）、横光利一（欠席）
第3回（1936年上半期）
- 受賞：
  - 鶴田知也 「コシャマイン記」 （『小説』1936年2月号）（初）
  - 小田嶽夫 「城外」（『文學生活』1936年6月号）（初）
- 候補：
  - 高木卓 「遣唐船」（『作家精神』1936年5月号）（初）
  - 北條民雄 「いのちの初夜」（『文學界』1936年2月号）（初）
  - 横田文子 「白日の書」（『婦人文藝』1936年3月号）（初）
  - 緒方隆士 「虹と鎖」（『日本浪曼派』1936年6月号）（初）
  - 打木村治 「部落史」（『文藝首都』1936年5月号）（初）
  - 矢田津世子 「神楽坂」（『人民文庫』1936年3月号）（初）

選考委員：川端康成、菊池寛、久米正雄（電文回答）、小島政二郎、佐佐木茂索、佐藤春夫、瀧井孝作、谷崎潤一郎（欠席）、室生犀星（書面回答）、山本有三（欠席）、横光利一（欠席）
第4回（1936年下半期）
- 受賞：
  - 石川淳 「普賢」（『作品』1936年6月号-9月号）（初）
  - 富沢有為男 「地中海」（『東陽』1936年8月号）（初）
- 候補：
  - 伊藤永之介 「梟」（『小説』1936年9月号）（初）
  - 川上喜久子 「滅亡の門」（『文學界』1936年11月号） 「歳月」（『文學界』1936年8月号）（初）

選考委員：川端康成、菊池寛、久米正雄、小島政二郎、佐佐木茂索、佐藤春夫、瀧井孝作、谷崎潤一郎（欠席）、室生犀星、山本有三（欠席）、横光利一
第5回（1937年上半期）
- 受賞：尾崎一雄 『暢気眼鏡』（砂子屋書房刊、1937年4月） （初）
- 候補：
  - 中村地平 「土龍どんもぽつくり」 （『日本浪曼派』1937年5月号）（初）
  - 逸見広 『悪童』 （赤塚書房刊 、1937年5月）（初）
  - 川上喜久子 （候補作不明）（2）
- 備考：川上喜久子は初めて2回目の候補となった。

選考委員：川端康成、菊池寛、久米正雄、小島政二郎、佐佐木茂索、佐藤春夫、瀧井孝作、谷崎潤一郎、室生犀星、山本有三、横光利一
第6回（1937年下半期）
- 受賞：火野葦平 「糞尿譚」（『文學會議』第4冊）（初）
- 候補：
  - 中本たか子 「白衣作業」（『文藝』1937年8月号）（初）
  - 大鹿卓 「探鉱日記」（『中央公論』1937年9月号）（初）
  - 間宮茂輔 「あらがね」（『人民文庫』1937年5月号-1938年1月号）（初）
  - 和田傳 『沃土』（砂子屋書房刊 、1937年11月）（初）
  - 中谷孝雄 「春の絵巻」 （赤塚書房刊『春の絵巻』収録、1937年7月）（初）
  - 伊藤永之介 「梟」（『文學界』1937年7月号再録）（2）
- 備考：当時火野は日中戦争に出征中であり、授賞式は戦地で行なわれた。

選考委員：川端康成、菊池寛、久米正雄、小島政二郎、佐佐木茂索、佐藤春夫、瀧井孝作（欠席）、谷崎潤一郎（欠席）、室生犀星（欠席）、山本有三（欠席）、横光利一、宇野浩二
第7回（1938年上半期）
- 受賞：中山義秀 「厚物咲」（『文學界』1938年4月号）（初）
- 候補：
  - 渋川驍 『龍源寺』（竹村書房刊、1938年6月） （初）
  - 伊藤永之介 『鴉』（版画荘刊、1938年5月）「鶯」（『文藝春秋』1938年6月号）（3）
  - 田畑修一郎 『鳥羽家の子供』（砂子屋書房刊 、1938年6月）（初）
  - 中村地平 「南方郵信」（『文學界』1938年4月号）（2）
  - 丸山義二 「田植酒」（『文藝首都』1938年4月号）（初）
  - 一瀬直行 「隣家の人々」（『風土』1938年6月号）（初）
  - 秋山正香 『般若』（白水社刊、1938年6月）（初）

選考委員：川端康成、菊池寛、久米正雄、小島政二郎、佐佐木茂索、佐藤春夫、瀧井孝作、谷崎潤一郎、室生犀星、山本有三、横光利一、宇野浩二
第8回（1938年下半期）
- 受賞：中里恒子 「乗合馬車」（『文學界』1938年9月号）「日光室」（『新潮』1938年11月号）（初）
- 候補：
  - 北原武夫 「妻」（『文藝』1938年11月号）（初）
  - 吉川江子 「お帳場日誌」（『藝術科』1938年12月号）（初）
- 備考：中里は初の女性受賞者。

選考委員：川端康成、菊池寛、久米正雄、小島政二郎、佐佐木茂索、佐藤春夫、瀧井孝作、谷崎潤一郎、室生犀星、山本有三、横光利一、宇野浩二
第9回（1939年上半期）
- 受賞：
  - 長谷健 「あさくさの子供」（『虚実』2号） （初）
  - 半田義之 「鷄騒動」（『文藝首都』1939年6月号）（初）
- 候補：
  - 岩倉政治 「稲熱病」（『知性』1939年2月号）（初）
  - 長見義三 『姫鱒』 （砂子屋書房刊、1939年6月）（初）
  - 木山捷平 『抑制の日』（赤塚書房刊、1939年5月）（初）
  - 左近義親 『落城日記』（教文館刊 1939年5月）（初）

選考委員：川端康成（書面回答）、菊池寛、久米正雄、小島政二郎、佐佐木茂索、佐藤春夫、瀧井孝作、谷崎潤一郎（欠席）、室生犀星（書面回答）、山本有三（欠席）、横光利一、宇野浩二（欠席）
第10回（1939年下半期）
- 受賞： 寒川光太郎 「密猟者」（『創作』1号）（初）
- 候補：
  - 金史良 「光の中に」（『文藝首都』1939年10月号）（初）
  - 矢野朗 「肉体の秋」（『九州文學』1939年8月号）（初）
  - 鈴木清次郎 「日本橋」（『双紙』1939年8月号）（初）
  - 藤口透吉 「老骨の座」（『文藝首都』1939年11月号）（初）
  - 織田作之助 「俗臭」（『海風』第5巻第1号）（初）
  - 佐藤虎男 「潮霧」（『澁谷文學』1939年）（初）

選考委員：川端康成、菊池寛、久米正雄、小島政二郎、佐佐木茂索、佐藤春夫、瀧井孝作、谷崎潤一郎（欠席）、室生犀星、山本有三（欠席）、横光利一、宇野浩二

## 1940年代
第11回（1940年上半期）
- 受賞：なし（高木卓が受賞辞退）
- 候補：
  - 高木卓 「歌と門の盾」（ 『作家精神』第5巻第1号）（2）
  - 木山捷平 「河骨」（『文學者』1940年2月号）（2）
  - 吉田十四雄 「墾地」 （牧野書店刊『百姓記』収録、1940年2月）（初）
  - 元木国雄 「分教場の冬」（『藝術科』1940年1月号）（初）
  - 中井信 「病院」（『裸木』1940年6月号）（初）
  - 池田みち子 「上海」（『三田文學』1940年5月号）（初）
- 備考：高木は芥川賞唯一の辞退者。現在は選考前に受賞の意志を確認するため受賞段階での辞退者は出ない。なお高木卓は幸田露伴の甥である。

選考委員：川端康成、菊池寛、久米正雄、小島政二郎、佐佐木茂索、佐藤春夫、瀧井孝作、谷崎潤一郎（欠席）、室生犀星、山本有三（欠席）、横光利一、宇野浩二（欠席）
第12回（1940年下半期）
- 受賞：櫻田常久 「平賀源内」（『作家精神』1940年10月号）（初）
- 候補：
  - 牛島春子 「祝といふ男」（春陽堂書店刊『日満露在満作家短篇選集』収録、1940年12月）（初）
  - 柳井統子 「父」（『早稲田文學』1940年12月号）（初）
  - 井上孝 「ある市井人の一生」（『早稲田文學』1940年11月号）（初）
  - 村田孝太郎 「鷄」（『文學界』1940年10月号）（初）
  - 白川渥 「崖」（『文藝首都』1940年12月号）（初）
  - 儀府成一 「動物園」（『現代文學』1940年10月号）（初）
  - 埴原一亟 「店員」（『早稲田文學』1940年12月号）（初）
  - 森荘已池 「氷柱」 （三芸書房刊『店頭』収録、1940年11月）（初）

選考委員：川端康成、菊池寛、久米正雄、小島政二郎、佐佐木茂索、佐藤春夫、瀧井孝作、谷崎潤一郎（欠席）、室生犀星、山本有三（欠席）、横光利一、宇野浩二
第13回（1941年上半期）
- 受賞：多田裕計 「長江デルタ」（ 『大陸往来』1941年3月）（初）
- 候補：
  - 相野田敏之 「山彦」（『三田文學』1941年5月号）（初）
  - 埴原一亟 「下職人」（『風俗叢書』2輯）（2）

選考委員：川端康成（欠席）、菊池寛（欠席）、久米正雄（電文回答）、小島政二郎、佐佐木茂索、佐藤春夫、瀧井孝作、谷崎潤一郎（欠席）、室生犀星、山本有三（欠席）、横光利一、宇野浩二
第14回（1941年下半期）
- 受賞：芝木好子 「青果の市」（『文藝首都』1941年10月号）（初）
- 候補：
  - 水原吉郎 「火渦」（『新風土』1941年10月号）（初）
  - 野川隆 「狗宝」（『作文』50号）（初）

選考委員：川端康成、菊池寛、久米正雄、小島政二郎、佐佐木茂索、佐藤春夫、瀧井孝作、谷崎潤一郎（欠席）、室生犀星、山本有三（欠席）、横光利一、宇野浩二
第15回（1942年上半期）
- 受賞：なし
- 候補：
  - 石塚友二 「松風」（『文學界』1942年2月号）（初）
  - 中島敦 「光と風と夢」（『文學界』1942年5月号）（初）
  - 波良健 「コンドラチエンコ将軍」（『赤門文學』1942年6月号）（初）
  - 藤島まき 「つながり」（『文藝春秋』1942年5月号）（初）
  - 森田素夫 「冬の神」（『文藝主潮』1942年4月号）（初）
  - 中野武彦 「訪問看護」（『文藝復興』1942年5月号）（初）

選考委員：川端康成、菊池寛（欠席）、久米正雄、小島政二郎、佐佐木茂索、佐藤春夫（欠席）、瀧井孝作、谷崎潤一郎（欠席）、室生犀星、山本有三（欠席）、横光利一、宇野浩二
第16回（1942年下半期）
- 受賞：倉光俊夫 「連絡員」（『正統』1942年11月号）（初）
- 候補：
  - 金原健児 「愛情」（『文藝首都』1942年10月号）（初）
  - 稲葉真吾 「炎と倶に」（『新作家』1942年11月号）（初）
  - 橋本英吉 「柿の木と毛虫」（『文學界』1942年12月号）（初）
  - 埴原一亟 「翌檜」（『早稲田文學』1942年12月号）（3）

選考委員：選考委員：川端康成、菊池寛、久米正雄、小島政二郎、佐佐木茂索、佐藤春夫、瀧井孝作、谷崎潤一郎（欠席）、室生犀星、山本有三（欠席）、横光利一、宇野浩二
第17回（1943年上半期）
- 受賞：石塚喜久三 「纏足の頃」（『蒙疆文學』1943年1月号）（初）
- 候補：
  - 小泉譲 「桑園地帯」（『上海文学』1943年春季号）（初）
  - 檀一雄 「吉野の花」（『文藝日本』1942年11月号）（2）
  - 劉寒吉 「翁」（『九州文學』1943年6月号）（初）
  - 譲原昌子 「故郷の岸」（『新作家』1943年1月号、2月号）（初）
  - 相原とく子 「椎の実」（『正統』1943年5月号）（初）
  - 辻勝三郎 「雁わたる」（『文藝首都』1943年2月号）（初）

選考委員：川端康成、佐藤春夫、瀧井孝作、横光利一、片岡鐵兵（書面回答）、河上徹太郎、岸田國士（電文回答）
第18回（1943年下半期）
- 受賞：東野邊薫 「和紙」（『東北文學』1943年4月）（初）
- 候補：
  - 若杉慧 「淡墨」（『文學界』1943年9月号）（初）
  - 柳町健郎 「伝染病院」（『文藝主潮』1943年11月号）（初）
  - 黒木清次 「棉花記」（『上海文学』1943年夏秋号）（初）

選考委員：川端康成、佐藤春夫（欠席）、瀧井孝作、横光利一、片岡鐵兵、河上徹太郎、岸田國士（書面回答）、火野葦平
第19回（1944年上半期）
- 受賞：
  - 八木義徳 「劉廣福」（『日本文學者』1号）（初）
  - 小尾十三 「登攀」 （『國民文學』1944年2月号）（初）
- 候補：
  - 林柾木 「昔の人」（『早稲田文學』1944年5月号）（初）
  - 妻木新平 「名医録」（『日本文學者』1944年5月号）（初）

選考委員：川端康成、佐藤春夫、瀧井孝作、横光利一、片岡鐵兵、河上徹太郎、岸田國士、火野葦平（欠席）
第20回（1944年下半期）
- 受賞：清水基吉 「雁立」（『日本文學者』1944年10月号）（初）
- 候補：
  - 国枝治 「技術史」（『文藝首都』1944年8月号）（初）
  - 川村公人 「盆栽記」（『日本文學者』1944年9月号）（初）
  - 木暮亮 「おらがいのち」（『日本文學者』1944年7月号）（初）
  - 金原健児 「春」（『文藝首都』1944年7月号）（2）
- 備考：以後第二次世界大戦のため4年間中断。

選考委員：川端康成、佐藤春夫、瀧井孝作、横光利一、片岡鐵兵（欠席）、河上徹太郎、岸田國士（書面回答）、火野葦平
第21回（1949年上半期）
- 受賞：
  - 由起しげ子 「本の話」（『作品』3号）（初）
  - 小谷剛 「確証」（『作家』1949年2月号）（初）
- 候補：
  - 光永鐵夫 「雪明り」（『素直』復刊1号）（初）
  - 真鍋呉夫 （大日本雄弁会講談社刊『サフォ追慕』収録、1949年4月）（初）
  - 峰雪栄 「煩悩の果て」（『三田文學』1949年2月号）（初）
  - 鈴木楊一 「北農地」（『文學草紙』1948年10月号）（初）
  - 藤枝静男 「イペリット眼」（『近代文學』1949年3月号） （初）
  - 中村八朗 「桑門の街」（『小説界』1949年1.2月合併号）（初）
- 備考：終戦後の復活第1回。

選考委員：川端康成、佐藤春夫、瀧井孝作、宇野浩二、岸田國士、石川達三、坂口安吾、丹羽文雄、舟橋聖一
第22回（1949年下半期）
- 受賞：井上靖 「闘牛」（『文學界』1949年12月号）「猟銃」（『文學界』1949年10月号）（初）
- 候補：
  - 那須国男 「還らざる旅路」（『個性』1949年7月号）（初）
  - 阿川弘之 「あ号作戦前後」（『新潮』1949年11月号）（初）
  - 真鍋呉夫 「天命」（『個性』1949年7月号）（2）
  - 前田純敬 「夏草」（『群像』1949年12月号）（初）
  - 島尾敏雄 「宿定め」（『近代文學』1950年1月号）（初）
  - 竹之内静雄 「ロッダム号の船長」（『作品』1949年10月号）（初）
  - 池山廣 「日本の牙」（『作品』1949年第4集）（初）
  - 村井暁 「哀楽の果て」（『文藝首都』1950年1月号）（初）
  - 澤野久雄 「挽歌」（『文學雑誌』1949年5月号）（初）

選考委員：川端康成、佐藤春夫、瀧井孝作、宇野浩二、岸田國士（欠席）、石川達三、坂口安吾、丹羽文雄（欠席）、舟橋聖一

## 1950年代
第23回（1950年上半期）
- 受賞：辻亮一 「異邦人」（『新小説』1950年2月号）（初）
- 候補：
  - 堀田善衛 「祖国喪失」（『群像』1950年5月号） （初）
  - 洲之内徹 「棗の木の下」（『群像』1950年1月号）（初）
  - 久坂葉子 「ドミノのお告げ」（『作品』1950年6月春夏号）（初）
  - 田宮虎彦 「絵本」（『世界』1950年6月号）（初）
  - 森田幸之 「北江」（『作品』1950年6月春夏号）「断橋」（『文學界』1950年2月号）（初）

選考委員：川端康成、佐藤春夫（欠席）、瀧井孝作、宇野浩二、岸田國士（欠席）、石川達三、坂口安吾、丹羽文雄、舟橋聖一
第24回（1950年下半期）
- 受賞：なし
- 候補：
  - 伊賀山昌三 「最後の人」（『文學界』1950年9月号）（初）
  - 石川利光 「手の抄」（『新潮』1950年12月号）「夜の貌」（『文學者』2号）（初）
  - 野村尚吾 「遠き岬」（『文學者』1950年12月号）（初）
  - 近藤啓太郎 「飛魚」（『文學者』1950年12月号）（初）
  - 島村進 「源七履歴」（『群像』1950年7月号）（初）
  - 斎木寿夫 「女音」（『作家』1950年9月号）（初）
  - 洲之内徹 「砂」（『中央公論文藝特集』5号）（2）
  - 中村地平 「八年間」（『群像』1950年10月号）（3）
  - 高杉一郎 『極光のかげに』 （目黒書店刊、1950年12月）（初）

選考委員：川端康成（欠席）、佐藤春夫、瀧井孝作、宇野浩二、岸田國士、石川達三（欠席）、坂口安吾、丹羽文雄、舟橋聖一
第25回（1951年上半期）
- 受賞：
  - 石川利光 「春の草」他（『文學界』1951年6月号）（2）
  - 安部公房 「壁―S・カルマ氏の犯罪」（『近代文學』1951年2月号）（初）
- 候補：
  - 安岡章太郎 「ガラスの靴」（『三田文學』1951年6月号）（初）
  - 結城信一 「螢草」（『群像』1951年6月号）（初）
  - 柴田錬三郎 「デスマスク」（『三田文學』1951年6月号）（初）
  - 富士正晴 「敗走」（『群像』1951年6月号）（初）
  - 武田繁太郎 「風潮」（『文學者』1951年5月号）（初）
  - 斎木寿夫 「沙漠都市」（『作家』1951年2月号）（2）
  - 堀田善衛 「歯車」（『文學51』1951年5月号）（2）

選考委員：川端康成、佐藤春夫、瀧井孝作、宇野浩二、岸田國士（欠席）、石川達三（欠席）、坂口安吾（欠席）、丹羽文雄、舟橋聖一
第26回（1951年下半期）
- 受賞：堀田善衛 「広場の孤独」（『中央公論文藝特集』9号）「漢奸」他（『文學界』1951年9月号）（3）
- 候補：
  - 小山清 「安い頭」（『新潮』1951年9月号）（初）
  - 阿川弘之 「管絃祭」（『新潮』1951年12月号）（2）
  - 畔柳二美 「川音」（『文藝』1951年8月号）（初）
  - 結城信一 「転身」（『早稲田文學』1951年11月号）（2）
  - 吉行淳之介 「原色の街」（『世代』1951年12月）（初）
  - 澤野久雄 「方舟追放」（『改造』1951年11月号）（2）
  - 藤井重夫 「佳人」（『作家』1951年11月号）（初）
  - 庄司総一 「追放人」（『三田文學』1951年10月号）（初）
  - 近藤啓太郎 「盛粧」（『文學者』1951年12月号）（2）
  - 武田繁太郎 「暗い谷間」（『早稲田文學』1951年11月号）（2）

選考委員：川端康成、佐藤春夫、瀧井孝作、宇野浩二、岸田國士、石川達三、坂口安吾（欠席）、丹羽文雄（欠席）、舟橋聖一
第27回（1952年上半期）
- 受賞：なし
- 候補：
  - 三浦朱門 「斧と馬丁」（『文學界』1952年2月号）（初）
  - 小田仁二郎 「昆虫系」（『早稲田文學』1952年1月号）（初）
  - 吉行淳之介 「谷間」（『三田文學』1952年6月号）（2）
  - 小山清 「小さな町」（『文學界』1952年2月号）（2）
  - 安岡章太郎 「宿題」（『文學界』1952年2月号）（2）
  - 武田繁太郎 「朝来川」（『文學界』1952年2月号）（3）
  - 直井潔 「淵」（『世界』1952年2月号、3月号）（初）
  - 庄野誠一 「この世のある限り」（『文學界』1952年5月号、6月号）（初）
  - 北川晃二 「奔流」（『午前』第二次創刊号）（初）
  - 西野辰吉 「米系日人」（『新日本文學』1952年3月号）（初）
  - 伊藤桂一 「雲と植物の世界」（『新表現』6号）（初）

選考委員：川端康成、佐藤春夫、瀧井孝作、宇野浩二、岸田國士（欠席）、石川達三（欠席）、坂口安吾、丹羽文雄、舟橋聖一
第28回（1952年下半期）
- 受賞：
  - 五味康祐 「喪神」（『新潮』1952年12月号）（初）
  - 松本清張 「或る『小倉日記』伝」（『三田文學』1952年9月号）（初）
- 候補：
  - 近藤啓太郎 「黒南風」（『文學者』1952年12月号）（3）
  - 長谷川四郎 「ガラ・ブルセンツオワ」（『群像』1952年12月号）「鶴」（『近代文學』1952年9月号）（初）
  - 澤野久雄 「夜の河」（『文學界』1952年11月号）（3）
  - 小島信夫 「小銃」（『新潮』1952年12月号） （初）
  - 安岡章太郎 「愛玩」（『文學界』1952年11月号）（3）
  - 吉行淳之介 「ある脱出」（『群像』1952年12月号）（3）
  - 武田繁太郎 「生野銀山」（『群像』1952年12月号）（4）
  - 塙英夫 「背教徒」（『文學者』1952年5月号-10月号）（初）
- 備考：
  - 松本は後に社会派推理作家に転身し国民的作家となる。
  - 五味の受賞作「喪神」は、約30枚であり歴代の受賞作で最も短い。

選考委員：川端康成、佐藤春夫、瀧井孝作、宇野浩二、岸田國士（欠席）、石川達三、坂口安吾、丹羽文雄、舟橋聖一
第29回（1953年上半期）
- 受賞：安岡章太郎 「悪い仲間」（『群像』1953年6月号）「陰気な愉しみ」（『新潮』1953年4月号）（4）
- 候補：
  - 小田仁二郎 「からかさ神」（『文學界』1953年4月号）（2）
  - 杉森久英 「猿」（『中央公論』1953年2月号）（初）
  - 伊藤桂一 「黄土の牡丹」（『文藝日本』1953年5月号）（2）
  - 庄野潤三 「恋文」（『文藝』1953年4月号）「喪服」（『近代文學』1953年1月号）（初）
  - 和田芳恵 「塵の中」（『三田文學』1953年4月号、5月号）（初）
  - 結城信一 「落落の章」（『早稲田文學』1953年5月号）（3）
  - 豊田三郎 「好きな絵」（『群像』1953年6月号）（初）
  - 石濱恒夫 「らぷそでい・いん・ぶるう」（『文學雑誌』20号）（初）
- 備考：安岡以後、吉行淳之介、小島信夫、庄野潤三、遠藤周作と「第三の新人」と呼ばれる作家の受賞が続く。

選考委員：川端康成、佐藤春夫、瀧井孝作、宇野浩二、岸田國士、石川達三、坂口安吾、丹羽文雄、舟橋聖一
第30回（1953年下半期）
- 受賞：なし
- 候補：
  - 庄野潤三 「流木」（『群像』1953年12月号）（2）
  - 小島信夫 「吃音学院」（『文學界』1953年8月号）（2）
  - 竹田敏行 「スピノザの石」（『群像』1953年12月号）（初）
  - 小山清 「をじさんの話」（『新潮』1953年7月号）（3）
  - 塙英夫 「すべて世はこともなし」（『群像』1953年9月号）（2）
  - 金達寿 「玄海灘」（『新日本文學』1953年7月号）（初）
  - 広池秋子 「オンリー達」（『文學者』1953年11月号）（初）
  - 森田雄蔵 「はがゆい男」（『一座』1953年12月）（初）
  - 木野工 「粧はれた心」（『新潮』1953年12月号）（初）
  - 富島健夫 「喪家の狗」（『新潮』1953年12月号）（初）

選考委員：川端康成、佐藤春夫、瀧井孝作、宇野浩二、岸田國士、石川達三、坂口安吾、丹羽文雄、舟橋聖一
第31回（1954年上半期）
- 受賞：吉行淳之介 「驟雨」（『文學界』1954年2月号）「薔薇」（『新潮』1954年6月号）（4）
- 候補：
  - 曾野綾子 「遠来の客たち」（『三田文學』1954年4月号）（初）
  - 野口冨士男 「耳の中の風の声」（『文學界』1954年2月号）（初）
  - 江口榛一 「近所合壁」（『新潮』1954年5月号）（初）
  - 庄野潤三 「黒い牧師」（『新潮』1954年6月号）「桃李」（『文學界』1954年6月号）「団欒」（『文藝』1954年6月号（3）
  - 小沼丹 「村のエトランジェ」（『文藝』1954年1月号）（初）
  - 富士正晴 「競輪」（『新日本文學』1954年5月号）（2）
  - 大田洋子 「半人間」（『世界』1954年3月号）（初）
  - 小島信夫 「星」（『文學界』1954年4月号）「殉教」（『新潮』1954年6月号）（3）
  - 鎌原正巳 「土佐日記」（『文學草紙』47号）（初）
  - 曾田文子 「引越前後」（『作家』1954年4月号）（初）
  - 松谷文吾 「たき女抄」（『南北』3号）（初）
  - 川上宗薫 「その掟」（『新表現』15号）（初）

選考委員：川端康成、佐藤春夫、瀧井孝作、宇野浩二、岸田國士、石川達三、坂口安吾（欠席）、丹羽文雄、舟橋聖一
第32回（1954年下半期）
- 受賞：
  - 小島信夫 「アメリカン・スクール」（『文學界』1954年9月号）（4）
  - 庄野潤三 「プールサイド小景」（『群像』1954年12月号）（4）
- 候補：
  - 小沼丹 「白孔雀のゐるホテル」（『文藝』1954年10月号）（2）
  - 赤木けい子 「碧眼女」（『文藝首都』1954年11月号）（初）
  - 戸川雄次郎 「受胎告知」（『作品』1954年12月号）（初）
  - 鎌原正巳 「曼陀羅」（『文學草紙』1954年11月号）（2）
  - 瓜生卓造 「南緯八十度」（『文學者』1954年12月号）（初）
  - 曾野綾子 「硝子の悪戯」（『新潮』1954年11月号）「燕買ひ」（『三田文學』1954年10月号）「バビロンの処女市」（『文學界』1954年10月号）（2）
  - 川上宗薫 「初心」（『三田文學』1954年11月号）（2）

選考委員：川端康成、佐藤春夫、瀧井孝作、宇野浩二、石川達三、丹羽文雄、舟橋聖一、井上靖
第33回（1955年上半期）
- 受賞：遠藤周作 「白い人」（『近代文學』1955年5月号、6月号）（初）
- 候補：
  - 小沼丹 「黄ばんだ風景」（『文學界』1955年4月号）「ねんぶつ異聞」（『新潮』1955年5月号）（3）
  - 川上宗薫 「或る目醒め」（『群像』1955年6月号）（3）
  - 澤野久雄 「未知の人」（『文藝』1955年2月号）（4）
  - 長谷川四郎 「阿久正の話」（『世界』1955年3月号）（2）
  - 岡田徳次郎 「銀杏物語」（『作家』1955年5月号）（初）
  - 坂上弘 「息子と恋人」（『三田文學』1955年6月号）（初）
  - 加藤勝代 「馬のにほひ」（『赤門文學』復刊1号）（初）

選考委員：川端康成、佐藤春夫、瀧井孝作、宇野浩二、石川達三、丹羽文雄、舟橋聖一、井上靖
第34回（1955年下半期）
- 受賞：石原慎太郎 「太陽の季節」（『文學界』1955年7月号、文学界新人賞受賞作）（初）
- 候補：
  - 中野繁雄 「暗い驟雨」（『文學者』1955年12月号）（初）
  - 佐村芳之 「残夢」（『九州作家』1955年8月号）（初）
  - 小島直記 「人間勘定」（『幹』1955年12月号）（初）
  - 藤枝静男 「痩我慢の説」（『近代文學』1955年11月号）（2）
  - 原誠 「春雷」（『作家』1955年12月号）（初）
- 備考：石原は受賞時23歳3か月で当時の最年少記録、また学生作家ということもあって大きな話題となった。ベストセラーとなった『太陽の季節』は「太陽族」という流行語も生むなど社会現象を起こし、以後の芥川賞の話題性を決定付けた。

選考委員：川端康成、佐藤春夫、瀧井孝作、宇野浩二、石川達三、丹羽文雄、舟橋聖一、井上靖、中村光夫
第35回（1956年上半期）
- 受賞：近藤啓太郎 「海人舟」（『文學界』1956年2月号）（4）
- 候補：
  - 有吉佐和子 「地唄」（『文學界』1956年1月号）（初）
  - 島尾敏雄 「鉄路に近く」（『文學界』1956年4月号）（2）
  - 葛城紀彦 「北の湖」（『文學界』1956年4月号）（初）
  - 深井迪子 「夏の嵐」（『文藝』1956年4月号）（初）
  - 小林勝 「フォード・一九二七年」（『新日本文學』1956年5月号）（初）
  - 津田信 「瞋恚の果て」（『貌』4号）（初）

選考委員：川端康成、佐藤春夫、瀧井孝作、宇野浩二、石川達三、丹羽文雄、舟橋聖一、井上靖、中村光夫
第36回（1956年下半期）
- 受賞：なし
- 候補：
  - 小林勝 「軍用露語教程」（『新日本文学』1956年12月号）（2）
  - 大瀬東二 「ガラスの壁」（『文學界』1956年11月号）（初）
  - 藤枝静男 「犬の血」（『近代文學』1956年12月号 ）（3）
  - 木野工 「煙虫」（『冬濤』13号）（2）
  - 北杜夫 「人工の星」（『文藝首都』1956年7月号）（初）
  - 岡葉子 「黒い爪」（『文藝首都』1956年9月号）（初）
  - 堀内伸 「彩色」（『文學界』1956年7月）（初）

選考委員：川端康成、佐藤春夫（欠席）、瀧井孝作、宇野浩二、石川達三、丹羽文雄、舟橋聖一、井上靖、中村光夫
第37回（1957年上半期）
- 受賞：菊村到 「硫黄島」（『文學界』1957年6月号）（2）
- 候補：
  - 北杜夫 「狂詩」（『文藝首都』1957年6月号）（2）
  - 小池多米司 「雪子」（『文藝首都』1957年6月号）（初）
  - 島村利正 「残菊抄」（『素直』1号）（初）
  - 相見とし子 「魔法瓶」（『集団55』6号）（初）
  - 津田信 「風の中の」（『貌』5号）（2）

選考委員：川端康成、佐藤春夫（欠席）、瀧井孝作、宇野浩二、石川達三、丹羽文雄、舟橋聖一、井上靖、中村光夫
第38回（1957年下半期）
- 受賞：開高健 「裸の王様」（『文學界』1957年12月号）（初）
- 候補：
  - 大江健三郎 「死者の奢り」（『文學界』1957年8月号）（初）
  - 川端康夫 「涼み台」（『文學界』1957年7月号）（初）
  - 真崎浩 「暗い地図」（『日通文学』1957年8月号）（初）
  - 窪田精 「狂った時間」（『近代文學』1957年7月号-9月号）（初）
  - 副田義也 「闘牛」（『新潮』1957年12月）（初）
  - 吉田克 「右京の僧」（『雜踏』12号）（初）
- 備考：全員が初ノミネートの回は今回を最後に出ていない。

選考委員：川端康成、佐藤春夫、瀧井孝作、宇野浩二（欠席）、石川達三、丹羽文雄、舟橋聖一、井上靖、中村光夫
第39回（1958年上半期）
- 受賞：大江健三郎 「飼育」（『文學界』1958年1月号）（2）
- 候補：
  - 田内初義 「類人猿」（『城』8号） （初）
  - 安岡伸好 「地の骨」（『文學界』1958年2月号）（初）
  - 林青梧 「第七車輛」（『文藝日本』1958年4月号）（初）
  - 石崎晴央 「日々の戯れ」（『文學界』1958年4月号）（初）
  - 山川方夫 「演技の果て」（『文學界』1958年5月号）（初）
  - 北川荘平 「水の壁」（『状況』1号）（初）
- 備考：後にノーベル文学賞を受賞する大江は2度目の候補での受賞。当時23歳5か月で石原慎太郎と並ぶ年少記録であり、石原、開高健とともに新世代の作家と目された。

選考委員：川端康成、佐藤春夫、瀧井孝作、宇野浩二、石川達三、丹羽文雄、舟橋聖一、井上靖、中村光夫、井伏鱒二（欠席）、永井龍男
第40回（1958年下半期）
- 受賞：なし
- 候補：
  - 吉村昭 「鉄橋」（『文學者』1958年7月号） （初）
  - 山川方夫 「その一年」（『文學界』1958年8月号）「海の告発」（『文學界』1958年12月号）（2）
  - 下江巌 「馬つかい」（『新日本文学』1958年9月号）（初）
  - 庵原高子 「降誕祭の手紙」（『三田文學』1958年9月号）（初）
  - 萩原一学 「煙突の男」（『新潮』1958年10月号）（初）
  - 山下宏 「王国とその抒情」（『文學界』1958年11月号）（初）
  - 池田得太郎 「家畜小屋」（『中央公論』1958年11月号）（初）
  - 金達寿 「朴達の裁判」（『新日本文学』1958年11月号）（2）
  - 林青梧 「ふりむくな奇蹟は」（『文芸日本』1958年12月号）（2）

選考委員：川端康成、佐藤春夫、瀧井孝作、宇野浩二、石川達三、丹羽文雄、舟橋聖一、井上靖、中村光夫、井伏鱒二、永井龍男
第41回（1959年上半期）
- 受賞：斯波四郎 「山塔」（『早稲田文學』1959年5月号）（初）
- 候補：
  - 垣花浩涛 「解体以前」（『現象』17号）（初）
  - 中村英良 「眼」（『三田文学』1959年2月号）（初）
  - 北杜夫 「谿間にて」（『新潮』1959年2月号）（3）
  - 吉村昭 「貝殻」（『早稲田文学』1959年3月号）（2）
  - 林青梧 「橋」（『文學者』1959年5月号）（3）
  - 佃実夫 「ある異邦人の死」（『新日本文学』1959年5月号）（初）
  - 古田芳生 「三十六号室」（『中央公論』1959年6月号）（初）

選考委員：川端康成、佐藤春夫、瀧井孝作、宇野浩二（欠席）、石川達三、丹羽文雄、舟橋聖一、井上靖、中村光夫、井伏鱒二（欠席）、永井龍男
第42回（1959年下半期）
- 受賞：なし
- 候補：
  - 川上宗薫 「シルエット」（『文學界』1959年7月号）（4）
  - 右遠俊郎 「無傷の論理」（『遠景』3号）（初）
  - 古田芳生 「孤児」（『中央公論』1959年15号臨時増刊）（2）
  - 谷恭介 「行賞規程第六条」（『機関車文学』4号）（初）
  - 坂上弘 「ある秋の出来事」（『中央公論』1959年11月号）（2）
  - 吉田紗美子 「感情のウェイヴ」（『素直』8号）（初）
  - 小堺昭三 「基地」（『文学者』1959年10月号）（初）
  - なだいなだ 「海」（『文學界』1959年12月号）（初）

選考委員：川端康成、佐藤春夫、瀧井孝作、宇野浩二（欠席）、石川達三、丹羽文雄、舟橋聖一、井上靖、中村光夫、井伏鱒二（欠席）、永井龍男

## 1960年代
第43回（1960年上半期）
- 受賞：北杜夫 「夜と霧の隅で」（『新潮』1960年5月号）（4）
- 候補：
  - 川上宗薫 「憂鬱な獣」（『文學界』1960年1月号）（5）
  - 倉橋由美子 「パルタイ」（『文學界』1960年3月号）（初）
  - なだいなだ 「神話」（『文學界』1960年3月号）（2）
  - 石井仁 「類人獣」（『文藝首都』1960年3月号）（初）
  - 童門冬二 「暗い川が手を叩く」（『さえら』6号）（初）
  - 岡田睦 「夏休みの配当」（『文學界』1960年5月号）（初）
  - 古賀珠子 「魔笛」（『群像』1960年5月号）（初）
  - 吉村謙三 「白い夏」（『赤門文學』復刊1号）（初）

選考委員：川端康成（欠席）、佐藤春夫（欠席）、瀧井孝作、宇野浩二（欠席）、石川達三、丹羽文雄、舟橋聖一、井上靖（欠席）、中村光夫、井伏鱒二、永井龍男
第44回（1960年下半期）
- 受賞：三浦哲郎 「忍ぶ川」（『新潮』1960年10月号）（初）
- 候補：
  - 小野東 「川中島の花さん」（『遠景』4号）（初）
  - 泉大八 「ブレーメン分会」（『新日本文学』1960年7月号）（初）
  - 小林勝 「架橋」（『文學界』1960年7月号）（3）
  - 倉橋由美子 「夏の終り」（『小説中央公論』1960年2号）（2）
  - 柴田翔 「ロクタル管の話」（『象』3号）（初）
  - 野村尚吾 「花やあらむ」（『文学者』1960年11月号）（2）
  - 坂口れい子 「蕃婦ロポウの話」（『詩と真実』139号）（初）
  - 木野工 「紙の裏」（『赤門文學』2号（4）

選考委員：川端康成、佐藤春夫、瀧井孝作、宇野浩二、石川達三、丹羽文雄、舟橋聖一、井上靖、中村光夫、井伏鱒二（欠席）、永井龍男
第45回（1961年上半期）
- 受賞：なし
- 候補：
  - 岡田みゆき 「石ころ」（『徳島作家』1961年5月号）（初）
  - 大森光章 「名門」（『円卓』1号）（初）
  - 宇能鴻一郎 「光りの飢え」（『螺旋』1号）（初）
  - 山川方夫 「海岸公園」（『新潮』1961年5月号）（3）
  - 小牧永典 「孤宴」（『火山地帯』10号）（初）
  - 佐江衆一 「繭」（『新潮』1961年2月号）（初）
  - 伊藤桂一 「黄土の記憶」（『近代説話』7集）（3）

選考委員：川端康成（欠席）、佐藤春夫、瀧井孝作（欠席）、宇野浩二（欠席）、石川達三、丹羽文雄、舟橋聖一、井上靖、中村光夫、井伏鱒二、永井龍男
第46回（1961年下半期）
- 受賞：宇能鴻一郎 「鯨神」（『文學界』1961年7月号）（2）
- 候補：
  - 吉村昭 「透明標本」（『文学者』1961年9月号）（3）
  - 久保輝巳 「海の屑」（『群青派』4号）（初）
  - 木野工 「凍（しばれ）」（『文學界』1961年6月号）（5）
  - 洲之内徹 「終りの夏」（『文脈』24号）（3）
  - 谷口茂 「めじろ塚」（『雙面神』9号）（初）
  - 田久保英夫 「解禁」（『新潮』1961年8月号）（初）
  - 大森光章 「王国」（『文學界』1961年9月号）（2）
- 備考：宇野はのち官能小説家となる。

選考委員：川端康成（欠席）、佐藤春夫、瀧井孝作、石川達三、丹羽文雄、舟橋聖一、井上靖、中村光夫、井伏鱒二（欠席）、永井龍男
第47回（1962年上半期）
- 受賞：川村晃 「美談の出発」（『文學街』1962年3月号）（初）
- 候補：
  - 坂口れい子 「猫のいる風景」（『詩と真実』154号）（2）
  - 小佐井伸二 「雪の上の足跡」（『雙面神』10号）（初）
  - 田久保英夫 「睡蓮」（『文學界』1962年5月号） （2）
  - 吉村昭 「石の微笑」（『文學界』1962年4月号） （4）
  - 久保輝巳 「白い塑像」（『竜舌蘭』22号）（2）
  - 河野多恵子 「雪」（『新潮』1962年5月号） （初）
  - 須田作次 「烏のしらが」（『文学者』102集、103集）（初）

選考委員：川端康成、瀧井孝作、石川達三、丹羽文雄、舟橋聖一、井上靖、中村光夫、井伏鱒二（欠席）、永井龍男、石川淳、高見順
第48回（1962年下半期）
- 受賞：なし
- 候補：
  - 河野多恵子 「美少女」（『新潮』1962年8月号）（2）
  - 大森光章 「培養」（『文學界』1962年8月号）（3）
  - 加藤浩子 「白猫」（『立教文学』1号）（初）
  - 久保輝巳 「こどもの国」（『文學界』1962年9月号）（3）
  - 多岐一雄 「光芒」（『新潮』1962年12月号）（初）
  - 田久保英夫 「奢りの春」（『文學界』1962年12月号）（3）
  - 西條倶吉 「カナダ館一九四一年」（『中央公論』1962年11月号）（初）
  - 久我耕 「痙攣」（『集団'60』2号）（初）

選考委員：川端康成、瀧井孝作、石川達三、丹羽文雄、舟橋聖一、井上靖、中村光夫、井伏鱒二（欠席）、永井龍男、石川淳、高見順
第49回（1963年上半期）
- 受賞：
  - 後藤紀一 「少年の橋」（『山形文学』18号）（初）
  - 河野多恵子 「蟹」（『文學界』1963年6月号）（3）
- 候補：
  - 多岐一雄 「離婚」（『新潮』昭和38年）（2）
  - 三原誠 「たたかい」（『季節風』36号）（初）
  - 佐藤愛子 「ソクラテスの妻」（『半世界』16号）（初）
  - 亀田由紀夫 「雪蛇」（『象形』19号）（初）

選考委員：川端康成、瀧井孝作、石川達三、丹羽文雄、舟橋聖一、井上靖、中村光夫、井伏鱒二（欠席）、永井龍男、石川淳、高見順
第50回（1963年下半期）
- 受賞：田辺聖子 「感傷旅行」（『航路』7号）（初）
- 候補：
  - 清水寥人 「機関士ナポレオンの退職」（『上州文学』5号）（初）
  - 井上光晴 「地の群れ」（『文芸』1963年7月号）（初）
  - 佐藤愛子 「二人の女」（『文學界』1963年10月号）（2）
  - 森泰三 「砧」（『新潮』1963年11月号）（初）
  - 木原象夫 「雪のした」（『北方文学』4号）（初）
  - 平田敬 「日日残影」（『群像』1963年12月号）（初）
  - 鴻みのる 「奇妙な雪」（『新潮』1963年12月号）（初）
  - 阿部昭 「巣を出る」（『文學界』1963年12月号）（初）

選考委員：川端康成（欠席）、瀧井孝作、石川達三、丹羽文雄、舟橋聖一、井上靖、中村光夫、井伏鱒二（欠席）、永井龍男、石川淳、高見順（書面回答）
第51回（1964年上半期）
- 受賞：柴田翔 「されどわれらが日々――」（『象』7号）（2）
- 候補：
  - 佐江衆一 「素晴しい空」（『近代文學』1963年11・12月合併号）（2）
  - 坂口れい子 「風葬」（『九州文学』1964年3月号）（3）
  - 長谷川敬 「青の儀式」（『文學界』1964年5月号、文学界新人賞受賞作）（初）
  - 五代夏夫 「那覇の木馬」（『文學界』1964年5月号、文学界新人賞受賞作）（初）
  - 立原正秋 「薪能」（『新潮』1964年5月号）（初）
  - 小牧永典 「影絵」（『火山地帯』21号）（2）
  - 三好三千子 「どくだみ」（『群像』1964年5月号）（初）
  - 山川方夫 「愛のごとく」（『新潮』1964年4月号）（4）
- 備考：受賞作は学生運動を背景にした青春小説で当時ベストセラーとなった。

選考委員：川端康成（欠席）、瀧井孝作、石川達三、丹羽文雄、舟橋聖一、井上靖（欠席）、中村光夫、井伏鱒二（欠席）、永井龍男、石川淳、高見順（書面回答）
第52回（1964年下半期）
- 受賞：なし
- 候補：
  - 南勝雄 「行方不明」（『反世紀』1964年夏号）（初）
  - なだいなだ 「トンネル」（文學界』1964年12月号） （3）
  - 伊藤ひろし 「母の上京」（『作家』1964年9月号）（初）
  - 飯尾憲士 「炎」（『詩と真実』187号）（初）
  - 立川洋三 「ラッペル狂詩曲」（『文學界』1964年12月号）（初）
  - 向坂唯雄 「信じ服従し働らく」（『世界』1964年10月号）（初）
  - 長谷川修 「真赤な兎」（『新潮』1964年11月号）（初）
  - 高橋実 「雪残る村」（『文学北都』18号）（初）
  - 津村節子 「さい果て」（『新潮』1964年12月号）（初）

選考委員：川端康成、瀧井孝作、石川達三、丹羽文雄、舟橋聖一、井上靖、中村光夫、井伏鱒二（欠席）、永井龍男、石川淳、高見順（書面回答）
第53回（1965年上半期）
- 受賞：津村節子 「玩具」（ 『文學界』1965年5月号）（2）
- 候補：
  - 青木満 「影絵」（『立教文学』3号）（初）
  - 富士正晴「徴用老人列伝」（『文學界』1965年2月号）（3）
  - 立原正秋 「剣ヶ崎」（『新潮』1965年4月号）（2）
  - 高橋光子 「蝶の季節」（『文學界』1965年5月号、文学界新人賞受賞作）（初）
  - 森万紀子 「単独者」（『文學界』1965年5月号）（初）
  - 黒部亨 「砂の関係」（『群像』1965年5月号）（初）
  - 清水幸義 「十津川」（『VIKING』173号）（初）
  - 阿部昭 「幼年詩篇」（『文學界』1965年6月号）（2）

選考委員：川端康成、瀧井孝作、石川達三、丹羽文雄、舟橋聖一、井上靖、中村光夫、井伏鱒二（欠席）、永井龍男、石川淳、高見順（書面回答）
第54回（1965年下半期）
- 受賞：高井有一 「北の河」（『犀』4号）（初）
- 候補：
  - 浅井美英子 「阿修羅王」（『作家』1965年7月号）（初）
  - 大西兼治 「お迎え待ち」（『文學界』1965年7月号）（初）
  - 島京子 「渇不飲盗泉水」（VIKING CLUB刊『夜の訪れ』収録、1965年8月）（初）
  - 長谷川修 「孤島の生活」（『新潮』1965年8月号）（2）
  - 小笠原忠 「鳩の橋」（『文学者』1965年9月号）（初）
  - 森万紀子 「距離」（『文學界』1965年10月号）（2）
  - なだいなだ 「童話」（『文學界』1965年11月号）（4）
  - 渡辺淳一 「死化粧」（『新潮』1965年12月号）（初）

選考委員：川端康成、瀧井孝作、石川達三、丹羽文雄、舟橋聖一、井上靖、中村光夫、井伏鱒二（欠席）、永井龍男、石川淳
第55回（1966年上半期）
- 受賞：なし
- 候補：
  - 阿部昭 「月の光」（『文學界』1966年1月号）（3）
  - 西村光代 「紫茉莉」（『詩と真実』199号）（初）
  - 山崎柳子 「眼なき魚」（『文学者』1966年2月号）（初）
  - 萩原葉子 「天上の花――三好達治抄――」（『新潮』1966年3月号）（初）
  - なだいなだ 「しおれし花飾りのごとく」（『文學界』1966年4月号）（5）
  - 大野正重 「アルカ小屋」（『れぷぶりか』2号）（初）
  - 野島勝彦 「胎（たい）」（『文學界』1966年5月号、文学界新人賞受賞作）（初）
  - 長谷川修 「哲学者の商法」（『文學界』1966年5月号）（3）

選考委員：川端康成、瀧井孝作、石川達三、丹羽文雄、舟橋聖一、井上靖、中村光夫、永井龍男、石川淳、大岡昇平、三島由紀夫
第56回（1966年下半期）
- 受賞：丸山健二 「夏の流れ」（『文學界』1966年11月号、文学界新人賞受賞作）（初）
- 候補：
  - 阪田寛夫 「音楽入門」（『文學界』1966年7月号）（初）
  - 古賀珠子 「落鳥」（『審美』3号）（初）
  - 柏原兵三 「兎の結末」（『NEUE STIMME』5号）（初）
  - 野呂邦暢 「壁の絵」（『文學界』1966年8月号）（初）
  - 豊田穣 「伊吹山」（『作家』1966年9月号） （初）
  - 甲洋子 「切符を買って」（『宴』30号）（初）
  - 山崎柳子 「記憶」（『文學界』1966年10月号）（2）
  - 竹内和夫 「孵化」（『VIKING』191号）（初）
  - 宮原昭夫 「石のニンフ達」（『文學界』1966年11月号、文学界新人賞受賞作）（初）
  - 秋山篤 「化石の見える崖」（『仙台文学』9号）（初）
  - 斎藤せつ子 「健やかな日常」（『新潮』1966年12月号）（初）
- 備考：丸山は23歳0か月で、石原慎太郎を抜き最年少記録を更新。

選考委員：川端康成、瀧井孝作、石川達三、丹羽文雄、舟橋聖一、井上靖、中村光夫、永井龍男、石川淳、大岡昇平、三島由紀夫
第57回（1967年上半期）
- 受賞：大城立裕 「カクテル・パーティー」（『新沖縄文学』4号）（初）
- 候補：
  - 野呂邦暢 「白桃」（『三田文学』1967年2月号）（2）
  - 後藤明生 「人間の病気」（『文學界』1967年3月号）（初）
  - 丸谷才一 「にぎやかな街で」（『文芸』1967年3月号）（初）
  - なだいなだ 「レトルト」（『文學界』1967年4月号）（6）
  - 北條文緒 「魚」（『炎』14号）（初）
  - 宮原昭夫 「やわらかい兇器」（『文學界』1967年6月号）（2）
- なだいなだの6度の落選はここまでの最多記録。のちに阿部昭、増田みず子、島田雅彦らが並ぶ。

選考委員：川端康成、瀧井孝作、石川達三、丹羽文雄、舟橋聖一、井上靖（欠席）、中村光夫、永井龍男、石川淳、大岡昇平、三島由紀夫
第58回（1967年下半期）
- 受賞：柏原兵三 「徳山道助の帰郷」（『新潮』1967年7月号）（2）
- 候補：
  - 桑原幹夫 「死の翼の下に」（『文學界』1967年8月号）（初）
  - 佐江衆一 「風」（『犀』9号） （3）
  - 丸谷才一 「秘密」（『文學界』1967年9月号）（2）
  - 勝目梓 「マイ・カアニヴァル」（『文芸首都』1967年9月号）（初）
  - 佐木隆三 「奇蹟の市」（『文芸』1967年12月号）（初）
  - 阿部昭 「東京の春」（『文學界』1967年12月号）（4）

選考委員：川端康成、瀧井孝作、石川達三、丹羽文雄、舟橋聖一、井上靖、中村光夫、永井龍男、石川淳、大岡昇平、三島由紀夫
第59回（1968年上半期）
- 受賞：
  - 大庭みな子 「三匹の蟹」（『群像』1968年6月号、群像新人文学賞受賞作） （初）
  - 丸谷才一 「年の残り」（『文學界』1968年3月号）（3）
- 候補：
  - 山田稔 「幸福へのパスポート」（『VIKING』204号）（初）
  - 後藤明生 「S温泉からの報告」（『新潮』1968年4月号）（2）
  - 斎藤昌三 「拘禁」（『文學界』1968年5月号、文学界新人賞受賞作）（初）
  - 加賀乙彦 「くさびら譚」（『展望』1968年5月号）（初）
  - 山田智彦 「予言者」（『文學界』1968年6月号）（初）
  - 杉田瑞子 「北の港」（『文芸秋田』12号） （初）

選考委員：川端康成、瀧井孝作、石川達三、丹羽文雄、舟橋聖一、井上靖、中村光夫（欠席）、永井龍男、石川淳、大岡昇平、三島由紀夫
第60回（1968年下半期）
- 受賞：なし
- 候補：
  - 斎藤昌三 「夜への落下」（『文學界』1968年11月号）（2）
  - 山田稔 「犬のように」（『文芸』1968年12月号）（2）
  - 阿部昭 「未成年」（『新潮』1968年7月号）（5）
  - 佐江衆一 「客」（『文學界』1968年12月号）（4）
  - 山田智彦 「父の謝肉祭」（『新潮』1968年12月号）（2）
  - 山崎柳子 「針魚」（『文学者』1968年8月号）（3）
  - 宮原昭夫 「待っている時間」（『文學界』1968年12月号）（3）
  - 黒井千次 「穴と空」（『層』7号）（初）
  - 後藤明生 「私的生活」（『新潮』1968年9月号）（3）
- 備考：阿部昭、黒井千次、後藤明生はいずれも「内向の世代」を代表する作家だが、芥川賞は取れずに終わっている。

選考委員：川端康成、瀧井孝作、石川達三、丹羽文雄、舟橋聖一、井上靖、中村光夫、永井龍男、石川淳、大岡昇平、三島由紀夫
第61回（1969年上半期）
- 受賞：
  - 庄司薫 「赤頭巾ちゃん気をつけて」（『中央公論』1969年5月号）（初）
  - 田久保英夫 「深い河」（『新潮』1969年6月号）（4）
- 候補：
  - 直井潔 「歓喜」（『心』1969年3月号）（2）
  - 黒井千次 「時間」（『文芸』1969年2月号）（2）
  - 奥野忠昭 「煙へ飛翔」（『教育評論』1969年4月臨時増刊号）（初）
  - 佐江衆一 「青年よ、大志をいだこう」（『文學界』1969年5月号）（5）
  - 阿部昭 「大いなる日」（『季刊芸術』8号）（6）
  - 後藤明生 「笑い地獄」（『早稲田文学』1969年2月号）（4）
- 備考：
  - 「赤頭巾ちゃん気をつけて」は、学生運動を背景にサリンジャー風の軽妙な文体で男子生徒の生活を描いた作品でベストセラーとなった。
  - 阿部昭が6度落選しなだいなだの落選記録と並ぶ。

選考委員：川端康成、瀧井孝作、石川達三、丹羽文雄、舟橋聖一、井上靖、中村光夫、永井龍男、石川淳（欠席）、大岡昇平（欠席）、三島由紀夫
第62回（1969年下半期）
- 受賞：清岡卓行 「アカシヤの大連」（『群像』1969年12月号）（初）
- 候補：
  - 畑山博 「四階のアメリカ」（『群像』1969年7月号） （初）
  - 森内俊雄 「幼き者は驢馬に乗って」（『文學界』1969年12月号、文学界新人賞受賞作）（初）
  - 森万紀子 「密約」（『文芸』1969年8月号）（3）
  - 内海隆一郎 「蟹の町」（『文學界』1969年12月号）（初）
  - 岡本達也 「幕間」（『三田文学』1969年12月号）（初）
  - 坂上弘 「コスモスの咲く町」（『新潮』1969年9月号）（3）
  - 黒井千次 「星のない部屋」（『文學界』1969年10月号）（3）
  - 李恢成 「われら青春の途上にて」（『群像』1969年8月号）（初）
  - 古井由吉 「円陣を組む女たち」（『海』1969年8月号）（初）

選考委員：川端康成、瀧井孝作、石川達三、丹羽文雄、舟橋聖一、井上靖、中村光夫、永井龍男、石川淳（欠席）、大岡昇平、三島由紀夫

## 1970年代
第63回（1970年上半期）
- 受賞：
  - 古山高麗雄 「プレオー8の夜明け」（『文芸』1970年4月号）（初）
  - 吉田知子 「無明長夜」（『新潮』1970年4月）（初）
- 候補：
  - 古井由吉 「男たちの円居」（『新潮』1970年5月号）（2）
  - 李恢成 「証人のいない光景」（『文學界』1970年5月号）（2）
  - 高橋たか子 「囚われ」（『群像』1970年4月号）（初）
  - 金井美恵子 「夢の時間」（『新潮』1970年2月号）（初）
  - 黒井千次 「赤い樹木」（『文學界』1970年4月号）（4）
  - 奥野忠昭 「空騒」（『新文学』1970年3月号）（2）

選考委員：川端康成、瀧井孝作、石川達三、丹羽文雄、舟橋聖一、井上靖、中村光夫、永井龍男、石川淳（欠席）、大岡昇平、三島由紀夫
第64回（1970年下半期）
- 受賞：古井由吉 「杳子」（『文芸』1970年8月号）（3）
- 候補
  - 畑山博 「狩られる者たち」（『群像』1970年7月号）（2）
  - 日野啓三 「めぐらざる夏」（『文學界』1970年10月号）（初）
  - 李恢成 「伽子のために」（『新潮』1970年8月号、9月号）（3）
  - 森内俊雄 「〈傷〉」（『文學界』1970年12月号）（2）
  - 倉島斉 「兄」（『新潮』1970年7月号）（初）
  - 黒井千次 「闇の船」（『文學界』1970年9月号）（5）

選考委員：川端康成、瀧井孝作、石川達三、丹羽文雄、舟橋聖一、井上靖、中村光夫、永井龍男（欠席）、石川淳（欠席）、大岡昇平
第65回（1971年上半期）
- 受賞：なし
- 候補：
  - 高橋たか子 「彼方の水音」（『群像』1971年4月号）（2）
  - 畑山博 「はにわの子たち」（『文學界』1971年6月号）（3）
  - 金石範 「万徳幽霊奇譚」（『人間として』4号）（初）
  - 森万紀子 「黄色い娼婦」（『文學界』1971年6月号）（4）
  - 山田智彦 「実験室」（『文芸』1971年6月号）（3）
  - 森内俊雄 「骨川に行く」（『季刊芸術』16号）（3）
  - 李恢成 「青丘の宿」（『群像』1971年3月号（4）
  - 花輪莞爾 「渋面の祭」（『現代文学』3号）（初）

選考委員：川端康成、瀧井孝作、石川達三、丹羽文雄、舟橋聖一、井上靖、中村光夫、永井龍男、石川淳（欠席）、大岡昇平
第66回（1971年下半期）
- 受賞：
  - 李恢成 「砧をうつ女」（『季刊芸術』18号）（5）
  - 東峰夫 「オキナワの少年」（『文學界』1971年12月号、文学界新人賞受賞作）
- 候補：
  - 後藤みな子 「刻を曳く」（『文芸』1971年12月号）（初）
  - 長谷川修 「まぼろしの風景画」（『新潮』1971年8月号）（4）
  - 高橋たか子 「共生空間」（『群像』1971年12月号）（3）
  - 加藤富夫 「玩具の兵隊」（『文學界』1971年9月号）（初）
  - 秦恒平 「廬山」（『展望』1971年12月号）（初）
  - 富岡多恵子 「イバラの燃える音」（『海』1971年9月号）（初）
  - 花輪莞爾 「触れられた闇」（『新潮』1971年12月号）（2）
  - 大久保操 「昨夜は鮮か」（『文學界』1971年12月号、文学界新人賞受賞作）（初）

選考委員：川端康成（欠席）、瀧井孝作、丹羽文雄、舟橋聖一、井上靖、中村光夫、永井龍男、大岡昇平、安岡章太郎、吉行淳之介
第67回（1972年上半期）
- 受賞：
  - 宮原昭夫 「誰かが触った」（『文藝』1972年4月号）（4）
  - 畑山博 「いつか汽笛を鳴らして」（『文學界』1972年4月号）（4）
- 候補：
  - 山田智彦 「家を出る」（『文學界』1972年4月号）（4）
  - 津島佑子「狐を孕む」（『文藝』1972年5月号）（初）
  - 森泰三 「冬へ」（『関西文学』1972年1月号）（2）
  - 後藤みな子 「三本の釘の重さ」（『文藝』1972年4月号）（2）
  - 鄭承博 「裸の捕虜」（『農民文学』102号）（初）
  - 富岡多恵子 「仕かけのある静物」（『海』1972年6月号）（2）
  - 森内俊雄 「春の往復」（『文學界』1972年2月号）（4）
  - 中川芳郎 「島の光」（『群像』1972年4月号）（初）

選考委員：瀧井孝作、丹羽文雄、舟橋聖一、井上靖、中村光夫、永井龍男、大岡昇平、安岡章太郎、吉行淳之介
第68回（1972年下半期）
- 受賞：
  - 山本道子 「ベティさんの庭」（『新潮』1972年11月号）（初）
  - 郷静子 「れくいえむ」（『文學界』1972年12月号）（初）
- 候補：
  - 野呂邦暢 「海辺の広い庭」（『文學界』1972年11月号）（3）
  - 山田智彦 「蟻の塔」（『文藝』1972年12月号）（5）
  - 富岡多恵子 「窓の向うに動物が走る」（『群像』1972年9月号）（3）
  - 三木卓 「ミッドワイフの家」（『群像』1972年7月号）（初）
  - 高橋光子 「遺る罪は在らじと」（『文学者』1972年7月号）（2）
  - 加藤富夫 「酋長」（『文學界』1972年7月号）（2）

選考委員：瀧井孝作、丹羽文雄、舟橋聖一、井上靖、中村光夫、永井龍男、大岡昇平、安岡章太郎、吉行淳之介
第69回（1973年上半期）
- 受賞：三木卓 「鶸」（『すばる』10号）（2）
- 候補：
  - 野呂邦暢 「鳥たちの河口」（『文學界』1973年3月号）（4）
  - 中上健次 「十九歳の地図」（『文藝』1973年6月号）（初）
  - 青木八束 「蛇いちごの周囲」（『文學界』1973年6月号、文学界新人賞受賞作）（初）
  - 高橋たか子 「失われた絵」（『文藝』1973年6月号）（4）
  - 森内俊雄 「眉山」（『新潮』1973年5月号）（5）
  - 津島佑子 「壜のなかの子ども」（『群像』1973年2月号）（2）
  - 加藤富夫 「口髭と虱」（『文學界』1973年5月号）（3）

選考委員：瀧井孝作、丹羽文雄、舟橋聖一、井上靖、中村光夫、永井龍男、大岡昇平、安岡章太郎、吉行淳之介
第70回（1973年下半期）
- 受賞：
  - 森敦 「月山」（『季刊藝術』26号）（初）
  - 野呂邦暢 「草のつるぎ」（『文學界』1973年12月号）（5）
- 候補：
  - 日野啓三 「此岸の家」（『文藝』1973年8月号）（2）
  - 岡松和夫 「墜ちる男」（『文學界』1973年12月号）（初）
  - 太田道子 「流蜜のとき」（『新潮』1973年8月号）（初）
  - 津島佑子 「火屋」（『群像』1973年12月号）（3）
  - 吉田健至 「ネクタイの世界」（『文學界』1973年12月号、文学界新人賞受賞作）（初）
  - 金鶴泳 「石の道」（『季刊藝術』27号）（初）
  - 高橋昌男 「白蟻」（『三田文学』1973年10月号）（初）
- 備考：森は受賞時61歳11か月で当時歴代最年長での受賞。

選考委員：瀧井孝作、丹羽文雄、舟橋聖一、井上靖、中村光夫、永井龍男、大岡昇平、安岡章太郎、吉行淳之介
第71回（1974年上半期）
- 受賞：なし
- 候補：
  - 日野啓三 「浮ぶ部屋」（『文藝』1974年6月号）（3）
  - 岡松和夫 「小蟹のいる村」（『文學界』1974年4月号）（2）
  - 太田道子 「微熱のとき」（『新潮』1974年2月号）（2）
  - 金鶴泳 「夏の亀裂」（『文學界』1974年6月号）（2）
  - 高橋昌男 「道化の背景」（『海』1974年2月号）（2）
  - 福沢英敏 「アイの問題」（『文學界』1974年3月号）（初）
  - 太佐順 「『父』の年輪」（『季刊藝術』29号）（初）
  - 山本孝夫 「笑い声」（『群像』1974年3月号）（初）

選考委員：瀧井孝作、丹羽文雄、舟橋聖一、井上靖、中村光夫、永井龍男、大岡昇平、安岡章太郎、吉行淳之介
第72回（1974年下半期）
- 受賞：
  - 阪田寛夫 「土の器」（『文學界』1974年10月号）（4）
  - 日野啓三 「あの夕陽」（『新潮』1974年9月号）（4）
- 候補：
  - 三浦清宏「赤い帆」（『群像』1974年11月号）（初）
  - 中上健次「鳩どもの家」（『すばる』17号）（2）
  - 梅原稜子「夏の家」（『新潮』1974年9月号）（初）
  - 岡松和夫「熊野」（『文學界』1974年8月号）（3）
  - 山本孝夫「胸の暗がり」（『文藝』1974年8月号）（2）

選考委員：瀧井孝作、丹羽文雄、舟橋聖一、井上靖、中村光夫、永井龍男、大岡昇平（書面回答）、安岡章太郎、吉行淳之介
第73回（1975年上半期）
- 受賞：林京子 「祭りの場」（『群像』1975年6月号）（初）
- 候補：
  - 中上健次 「浄徳寺ツアー」（『文芸展望』1975年春季号）（3）
  - 高橋揆一郎 「清吉の暦」（『文學界』1975年3月号）（初）
  - 波多野文彦 「真夜中のパズル」（『新潮』1975年4月号）（初）
  - 岩橋邦枝 「暮色の深まり」（『文藝』1975年2月号）（初）
  - 島村利正 「青い沼」（『海』1975年5月号）（2）
  - 梅原稜子 「掌の光景」（『文學界』1975年4月号）（2）
  - 小沢冬雄 「営巣記」（『文藝』1975年5月号）（初）

選考委員：瀧井孝作、丹羽文雄、舟橋聖一、井上靖、中村光夫、永井龍男、大岡昇平、安岡章太郎、吉行淳之介
第74回（1975年下半期）
- 受賞：
  - 中上健次 「岬」（『文學界』1975年10月号）（4）
  - 岡松和夫 「志賀島」（『文學界』1975年11月号）（4）
- 候補：
  - 小沢冬雄 「黒い風を見た……」（『文藝』1975年9月号）（2）
  - 小林信彦 「丘の一族」（『海』1975年10月号）（初）
  - 高橋昌男 「藁のぬくもり」（『新潮』1975年7月号）（3）
  - 吉行理恵 「針の穴」（『群像』1975年11月号）（初）
  - 加藤富夫 「さらば、海軍」（『文學界』1975年8月号）（4）
- 備考：中上は初の戦後生まれの受賞者。

選考委員：瀧井孝作、丹羽文雄、井上靖、中村光夫、永井龍男、大岡昇平（欠席）、安岡章太郎、吉行淳之介
第75回（1976年上半期）
- 受賞：村上龍 「限りなく透明に近いブルー」（『群像』1976年6月号、群像新人文学賞受賞作）（初）
- 候補：
  - 岩橋邦枝 「冬空」（『文藝』1976年3月号）（2）
  - 寺久保友哉 「棄小舟」（『文學界』1976年5月号）（初）
  - 小檜山博 「出刃」（『北方文芸』1976年5月号）（初）
  - 梅原稜子 「蔓の実」（『群像』1976年4月号） （3）
  - 光岡明 「いづくの蟹」（『文學界』1976年3月号）（初）
  - 森泰三 「結婚」（『新潮』1976年4月号）（3）
- 備考：村上は24歳4か月の年少受賞。受賞作はセックスやドラッグといったセンセーショナルな内容も話題となりベストセラーとなった。

選考委員：瀧井孝作、丹羽文雄、井上靖、中村光夫、永井龍男、安岡章太郎、吉行淳之介
第76回（1976年下半期）
- 受賞：なし
- 候補：
  - 小久保均 「夏の刻印」（『文學界』1976年8月号）（初）
  - 小林信彦 「家の旗」（『海』1976年9月号）（2）
  - 中村昌義 「静かな日」（『文藝』1976年8月号）（初）
  - 寺久保友哉 「陽ざかりの道」（『文學界』1976年12月号）（2）
  - 小沼燦 「金魚」（『作家』1976年12月号）（初）
  - 金鶴泳 「冬の光」（『文藝』1976年11月号）（3）
  - 神山圭介 「鴾色の武勲詩」（『文學界』1976年9月号）（初）

選考委員：瀧井孝作、丹羽文雄、井上靖、中村光夫、永井龍男、安岡章太郎、吉行淳之介、遠藤周作、大江健三郎
第77回（1977年上半期）
- 受賞：
  - 三田誠広 「僕って何」（『文藝』1977年5月号）（初）
  - 池田満寿夫 「エーゲ海に捧ぐ」（『野性時代』1977年1月号）（初）
- 候補：
  - 高橋揆一郎 「観音力疾走」（『季刊藝術』40号）（2）
  - 小林信彦 「八月の視野」（『文學界』1977年6月号）（3）
  - 上西晴治 「オコシップの遺品」（『文芸展望』16号）（初）
  - 寺久保友哉 「こころの匂い」（『文學界』1977年5月号） （3）
  - 高橋三千綱 「五月の傾斜」（『文藝』1977年6月号）（初）
  - 光岡明 「奥義」（『文學界』1977年4月号）（2）
- 備考：池田はすでに国際的な名声のあった版画家。選考委員の永井龍男は池田と前回の村上龍への授賞に対する不満から選考委員を辞任。

選考委員：瀧井孝作、丹羽文雄、井上靖、中村光夫（書面回答）、永井龍男、安岡章太郎、吉行淳之介、遠藤周作、大江健三郎
第78回（1977年下半期）
- 受賞：
  - 宮本輝 「螢川」（『文芸展望』19号）（初）
  - 高城修三 「榧の木祭り」（『新潮』1977年8月号、新潮新人賞受賞作）（初）
- 候補：
  - 中野孝次 「鳥屋の日々」（『文藝』1977年9月号）（初）
  - 光岡明 「湿舌」（『文學界』1977年12月号）（3）
  - 高橋揆一郎 「日蔭の椅子」（『文學界』1977年12月号）（3）
  - 杉本研士 「蔦の翳り」（『群像』1977年7月号）（初）
  - 寺久保友哉 「火の影」（『文學界』1977年12月号）（4）
  - 中村昌義 「出立の冬」（『文藝』1977年7月号）（2）

選考委員：瀧井孝作、丹羽文雄（書面回答）、井上靖、中村光夫、安岡章太郎、吉行淳之介、遠藤周作、大江健三郎
第79回（1978年上半期）
- 受賞：
  - 高橋三千綱 「九月の空」（『文藝』1978年1月号）（2）
  - 高橋揆一郎 「伸予」（『文藝』1978年6月号）（4）
- 候補：
  - 増田みず子 「個室の鍵」（『新潮』1978年2月号）（初）
  - 光岡明 「草と草との距離」（『文學界』1978年6月号）（4）
  - 重兼芳子 「ベビーフード」（『まくた』3号）（初）
  - 金鶴泳 「鑿」（『文學界』1978年6月号）（4）
  - 中野孝次 「雪ふる年よ」（『文藝』1978年3月号） （2）

選考委員：瀧井孝作、丹羽文雄、井上靖、中村光夫、安岡章太郎、吉行淳之介、遠藤周作、大江健三郎、開高健、丸谷才一
第80回（1978年下半期）
- 受賞：なし
- 候補：
  - 増田みず子 「桜寮」（『新潮』1978年8月号）（2）
  - 松浦理英子 「葬儀の日」（『文學界』1978年12月号、文学界新人賞受賞作）（初）
  - 中村昌義 「淵の声」（『文藝』1978年7月号）（3）
  - 重兼芳子 「髪（かみ）」（『まくた』1978年9月号）（2）
  - 立松和平 「赤く照り輝く山」（『文學界』1978年12月号）（初）
  - 青野聰 「母と子の契約」（『文藝』1978年11月号）（初）
  - 丸元淑生 「秋月へ」（『海』1978年10月号）（初）

選考委員：瀧井孝作、丹羽文雄、井上靖、中村光夫、安岡章太郎、吉行淳之介、遠藤周作、大江健三郎、開高健、丸谷才一
第81回（1979年上半期）
- 受賞：
  - 重兼芳子 「やまあいの煙」（『文學界』1979年3月号）（3）
  - 青野聰 「愚者の夜」（『文學界』1979年6月号）（2）
- 候補：
  - 立松和平 「閉じる家」 （『文學界』1979年5月号）（2）
  - 村上春樹 「風の歌を聴け」（『群像』1979年6月号、群像新人文学賞受賞作）（初）
  - 北澤三保 「逆立ち犬」（『文學界』1979年2月号）（初）
  - 増田みず子 「ふたつの春」（『新潮』1979年4月号）（3）
  - 玉貫寛「蘭の跡」（『季刊藝術』48号）（初）
  - 吉川良 「八月の光を受けよ」（『すばる』1979年6月号）（初）

選考委員：瀧井孝作（書面回答）、丹羽文雄、井上靖、中村光夫（書面回答）、安岡章太郎、吉行淳之介、遠藤周作、大江健三郎、開高健、丸谷才一
第82回（1979年下半期）
- 受賞：森禮子 「モッキングバードのいる町」（『新潮』1979年8月号）（初）
- 候補：
  - 森瑤子 「誘惑」（『すばる』1979年10月号）（初）
  - 増田みず子 「慰霊祭まで」（『文學界』1979年12月号）（4）
  - 吉川良 「その涙ながらの日」（『すばる』1979年10月号）（2）
  - 松浦理英子 「乾く夏」（『文學界』1979年10月号）（2）
  - 立松和平 「村雨」（『文藝』1979年9月号）（3）
  - 尾辻克彦 「肌ざわり」（『中央公論』1979年10月号）（初）
  - 小関智弘 「羽田浦地図」（『文學界』1979年10月号）（初）

選考委員：瀧井孝作、丹羽文雄、井上靖、中村光夫、安岡章太郎、吉行淳之介、遠藤周作、大江健三郎、開高健（欠席）、丸谷才一

## 1980年代
第83回（1980年上半期）
- 受賞：なし
- 候補：
  - 吉川良 「神田村」（『すばる』1980年2月号）（3）
  - 村上節 「狸」（『文學界』1980年6月号、文学界新人賞受賞作）（初）
  - 尾辻克彦 「闇のヘルペス」（『海』1979年11月号）（2）
  - 飯尾憲士 「ソウルの位牌」（『すばる』1980年2月号）（2）
  - 丸元淑生 「羽ばたき」（『文學界』1980年6月号）（2）
  - 村上春樹 「1973年のピンボール」（『群像』1980年3月号）（2）
  - 北澤三保 「狩人たちの祝宴」（『文學界』1980年5月号）（2）
- 備考：のち国際的な作家となる村上春樹は以後長編に移行し、今回を最後に候補に上らなくなる。

選考委員：瀧井孝作、丹羽文雄、井上靖、中村光夫、安岡章太郎、吉行淳之介、遠藤周作、大江健三郎、開高健、丸谷才一
第84回（1980年下半期）
- 受賞：尾辻克彦 「父が消えた」（『文學界』1980年12月号）（3）
- 候補：
  - 髙樹のぶ子 「その細き道」（『文學界』1980年12月号）（初）
  - 嶋岡晨 「裏返しの夜空」（『すばる』1980年11月号）（初）
  - 土居良一 「島影」（『群像』1980年8月号）（初）
  - 木崎さと子 「裸足」（『文學界』1980年12月号、文学界新人賞受賞作）（初）
  - 小沼燦 「人形」（『すばる』1980年10月号）（2）
  - 丸元淑生 「遠い朝」（『文學界』1980年12月号）（3）
  - 田中康夫 「なんとなく、クリスタル」（『文藝』1980年12月号、文藝賞受賞作）（初）
- 備考：尾辻克彦は前衛芸術家赤瀬川原平の筆名。兄の赤瀬川隼は1995年に直木賞を受賞している。

選考委員：瀧井孝作（欠席）、丹羽文雄、井上靖、中村光夫、安岡章太郎（欠席）、吉行淳之介、遠藤周作、大江健三郎、開高健、丸谷才一
第85回（1981年上半期）
- 受賞：吉行理恵 「小さな貴婦人」（『新潮』1981年2月号）（2）
- 候補：
  - 宮内勝典 「金色の象」（『文藝』1981年2月号）（初）
  - 小関智弘 「祀る町」（『文學界』1981年6月号）（2）
  - 長谷川卓 「百舌が啼いてから」（『群像』1981年5月号）（初）
  - 木崎さと子 「火炎木」（『文學界』1981年4月号）（2）
  - 上田真澄 「真澄のツー」（『文学学校』1981年増刊号）（初）
  - 森瑤子 「傷」（『すばる』1981年2月号）（2）
  - 峰原緑子 「風のけはい」（『文學界』1981年6月号、文学界新人賞受賞作）（初）
- 備考：
  - 吉行理恵は選考委員の吉行淳之介（第31回受賞者）の妹で、兄妹ないし兄弟での受賞は初。選考では吉行も支持票を入れている。
  - 宮内勝典は候補作を含む『金色の象』（河出書房新社）で同年の野間文芸新人賞を受賞。

選考委員：瀧井孝作（欠席）、丹羽文雄、井上靖、中村光夫、安岡章太郎、吉行淳之介、遠藤周作、大江健三郎、開高健、丸谷才一
第86回（1981年下半期）
- 受賞：なし
- 候補：
  - 髙樹のぶ子 「遠すぎる友」（『文學界』1981年11月号）（2）
  - 増田みず子 「小さな娼婦」（『すばる』1981年7月号）（5）
  - 宮内勝典 「火の降る日」（『文藝』1981年12月号）（2）
  - 木崎さと子 「離郷」（『文學界』1981年7月号）（3）
  - 車谷長吉 「万蔵の場合」（『新潮』1981年8月号）（初）
  - 佐藤泰志 「きみの鳥はうたえる」（『文藝』1981年9月号）（初）
  - 飯尾憲士 「隻眼の人」（『文學界』1981年10月号）（3）
  - 喜多哲正 「影の怯え」（『評論』12号）（初）

選考委員：瀧井孝作（欠席）、丹羽文雄、井上靖、中村光夫、安岡章太郎、吉行淳之介、遠藤周作、大江健三郎、開高健、丸谷才一
第87回（1982年上半期）
- 受賞：なし
- 候補：
  - 平岡篤頼 「消えた煙突」（『海燕』1982年6月号）（初）
  - 南木佳士 「重い陽光」（『文學界』1982年4月号）（初）
  - 高橋洋子 「通りゃんせ」（『中央公論』1982年1月号）（初）
  - 木辺弘児 「水果て」（『せる』7号）（初）
  - 田中健三 「あなしの吹く頃」（『文學界』1982年6月号、文学界新人賞受賞作）（初）
  - 嶋岡晨 「《ポー》の立つ時間」（『すばる』1982年5月号）（2）
  - 木崎さと子 「吹き流し」（『文學界』1982年6月号）（4）
- 備考：2回続けて受賞者が出ないのは今回が初。

選考委員：丹羽文雄、井上靖、中村光夫、安岡章太郎、吉行淳之介、遠藤周作、大江健三郎、開高健、丸谷才一
第88回（1982年下半期）
- 受賞：
  - 唐十郎 「佐川君からの手紙」（『文藝』1982年11月号）（初）
  - 加藤幸子 「夢の壁」（『新潮』1982年9月号）
- 候補：
  - 南木佳士 「活火山」（『文學界』1982年10月号）（2）
  - 佐藤泰志 「空の青み」（『新潮』1982年10月号）（2）
  - 木崎さと子 「白い原」（『文學界』1982年11月号）（5）
  - 李良枝 「ナビ・タリョン」（『群像』1982年11月号）（初）
  - 田野武裕 「浮上」（『文學界』1982年12月号）（初）
- 備考：唐は当時アングラ劇団「状況劇場」を主宰していた劇作家で、受賞作は前年に起こったパリ人肉事件を題材にしたもの。

選考委員：丹羽文雄、井上靖、中村光夫、安岡章太郎、吉行淳之介、遠藤周作、大江健三郎、開高健、丸谷才一
第89回（1983年上半期）
- 受賞：なし
- 候補：
  - 増田みず子 「内気な夜景」（『文學界』1983年4月号）（6）
  - 伊井直行 「草のかんむり」（『群像』1983年6月号、群像新人文学賞受賞作）（初）
  - 高橋昌男 「町の秋」（『海燕』1983年5月号）（4）
  - 李良枝 「かずきめ」（『群像』1983年4月号）（2）
  - 池田章一 「退屈まつり」（『中央公論』1983年2月号）（初）
  - 髙樹のぶ子 「追い風」（『文學界』1983年3月号）（3）
  - 島田雅彦 「優しいサヨクのための嬉遊曲」（『海燕』1983年6月号）（初）
  - 佐藤泰志 「水晶の腕」（『新潮』1983年6月号）（3）
- 備考：増田みず子が6度落選しなだいなだ、阿部昭の落選記録とならぶ。

選考委員：丹羽文雄、井上靖、中村光夫、安岡章太郎、吉行淳之介、遠藤周作、大江健三郎、開高健、丸谷才一
第90回（1983年下半期）
- 受賞：
  - 笠原淳 「杢二の世界」（『海燕』1983年11月号）（初）
  - 髙樹のぶ子 「光抱く友よ」（『新潮』1983年12月号）（4）
- 候補：
  - 干刈あがた 「ウホッホ探険隊」（『海燕』1983年9月号）（初）
  - 佐藤泰志 「黄金の服」（『文學界』1983年9月号）（4）
  - 平岡篤頼 「赤い罌粟の花」（『すばる』1983年10月号）（2）
  - 島田雅彦 「亡命旅行者は叫び呟く」（『海燕』1983年10月号）（2）
  - 梅原稜子 「四国山」（『新潮』1983年11月号）（4）
  - 赤羽建美 「住宅」（『文學界』1983年12月号、文学界新人賞受賞作）（初）
- 備考：『海燕』掲載作からの受賞は初。

選考委員：丹羽文雄、中村光夫、安岡章太郎、吉行淳之介、遠藤周作、大江健三郎、開高健、丸谷才一
第91回（1984年上半期）
- 受賞：なし
- 候補：
  - 伊井直行「パパの伝説」（『群像』1984年2月号）（2）
  - 小沼燦 「藪に入る女」（『文學界』1984年5月号）（3）
  - 桐山襲 「スターバト・マーテル」（『文藝』1984年6月号）（初）
  - 島田雅彦 「夢遊王国のための音楽」（『海燕』1984年6月号）（3）
  - 高瀬千図 「イチの朝」（『早稲田文学』1984年3月号）（初）
  - 田野武裕 「艫綱」（『文學界』1984年4月号）（2）
  - 干刈あがた 「ゆっくり東京女子マラソン」（『海燕』1984年5月号）「入江の宴」（『文學界』1984年5月号）（2）
- 備考：島田は今回の候補作を含む『夢遊王国のための音楽』（福武書店）で同年の野間文芸新人賞を受賞。

選考委員：丹羽文雄、中村光夫、安岡章太郎（書面回答）、吉行淳之介、遠藤周作、大江健三郎（書面回答）、開高健（欠席）、丸谷才一、三浦哲郎
第92回（1984年下半期）
- 受賞：木崎さと子 「青桐」（『文學界』1984年11月号）（6）
- 候補：
  - 土居良一 「青空の行方」（『新潮』1984年7月号）（2）
  - 南木佳士 「木の家」（『文學界』1984年8月号）（3）
  - 李良枝 「刻」（『群像』1984年8月号）（3）
  - 高瀬千図 「夏の淵」（『新潮』1984年8月号、新潮新人賞受賞作）（2）
  - 木辺弘児 「月の踏み跡」（『文學界』1984年9月号）（2）
  - 桐山襲 「風のクロニクル」（『文藝』1984年11月号）（2）
- 史上唯一となる、初ノミネートがいない回。

選考委員：丹羽文雄、中村光夫、安岡章太郎（書面回答）、吉行淳之介、遠藤周作、開高健、丸谷才一、三浦哲郎
第93回（1985年上半期）
- 受賞： なし
- 候補：
  - 高橋睦郎 「見えない絵」（『新潮』1985年2月号）（初）
  - 島田雅彦 「僕は模造人間」（『新潮』1985年2月号）（4）
  - 海辺鷹彦「黄色い斥候」（『文學界』1985年2月号）（初）
  - 石和鷹 「掌の護符」（『早稲田文学』1985年2月号）（初）
  - 佐藤泰志 「オーバー・フェンス」（『文學界』1985年5月号）（5）
  - 李起昇 「ゼロはん」 『群像』（1985年6月号）（初）

選考委員：中村光夫、安岡章太郎（書面回答）、吉行淳之介、遠藤周作、開高健、丸谷才一、三浦哲郎
第94回（1985年下半期）
- 受賞：米谷ふみ子 「過越しの祭」（『新潮』1985年7月号、新潮新人賞受賞作）（初）
- 候補：
  - 小林恭二 「小説伝」（『海燕』1985年8月号）（初）
  - 佐佐木邦子 「卵」（『中央公論』1985年10月号）（初）
  - 辻原登 「犬かけて」（『文學界』1985年11月号）（初）
  - 石和鷹 「果つる日」（『三田文學』1985年秋季号）（2）
  - 山田詠美 「ベッドタイムアイズ」（『文藝』1985年12月号、文藝賞受賞作）（初）
  - 南木佳士 「エチオピアからの手紙」（『文學界』1985年12月号）（4）
- 備考：米谷は受賞時55歳2か月で、森敦に次ぐ歴代2位の年長記録。

選考委員：中村光夫、安岡章太郎、吉行淳之介、遠藤周作、開高健、三浦哲郎、田久保英夫、古井由吉、水上勉
第95回（1986年上半期）
- 受賞：なし
- 候補：
  - 中村淳 「風の詩」（『野性時代』1986年1月号）（初）
  - 海辺鷹彦 「ボラ蔵の翼」（『文學界』1986年3月号）（2）
  - 島田雅彦 「ドンナ・アンナ」（『新潮』1986年4月号）（5）
  - 新井満 「サンセット・ビーチ・ホテル」（『文學界』1986年4月号）（初）
  - 山田詠美 「ジェシーの背骨」（『文藝』1986年夏季号）（2）
  - 村田喜代子 「熱愛」（『発表』2号）（初）
  - 藤本恵子 「比叡を仰ぐ」（『文學界』1986年6月号、文学界新人賞受賞作）（初）

選考委員：中村光夫（欠席）、安岡章太郎、吉行淳之介、遠藤周作、開高健、三浦哲郎、田久保英夫、古井由吉、水上勉
第96回（1986年下半期）
- 受賞：なし
- 候補：
  - 山本昌代 「豚神祀り」（『新潮』1986年8月号）（初）
  - 村田喜代子 「盟友」（『文學界』1986年9月号）（2）
  - 干刈あがた 「ホーム・パーティ」（『新潮』1986年9月号）（3）
  - 多田尋子 「白い部屋」（『海燕』1986年10月号）（初）
  - 島田雅彦 「未確認尾行物体」（『文學界』1986年11月号）（6）
  - 山田詠美 「蝶々の纏足」（『文藝』1986年文藝賞特別号）（3）
  - 新井満 「苺」（『文學界』1986年12月号）（2）
- 備考：島田は今回で6度落選しなだいなだ、阿部昭、増田みず子の落選記録と並ぶ。

選考委員：安岡章太郎（欠席）、吉行淳之介、遠藤周作（欠席）、開高健、三浦哲郎、田久保英夫、古井由吉、水上勉
第97回（1987年上半期）
- 受賞：村田喜代子 「鍋の中」（『文學界』1987年5月号）（3）
- 候補：
  - 飯田章 「あしたの熱に身もほそり」（『群像』1987年4月号）（初）
  - 尾崎昌躬 「東明の浜」（『文學界』1987年6月号、文学界新人賞受賞作）（初）
  - 飛鳥ゆう 「草地の家々」（『こみゅにてぃ』18号）（初）
  - 山本昌代 「春のたより」（『新潮』1987年4月号）（2）
  - 夫馬基彦 「緑色の渚」（『海燕』1987年6月号）（初）
  - 新井満 「ヴェクサシオン」（『文學界』1987年3月号）（3）
- 備考：新井満「ヴェクサシオン」は同年の野間文芸新人賞を受賞。

選考委員：吉行淳之介、開高健（欠席）、三浦哲郎、田久保英夫、古井由吉、水上勉、河野多恵子、日野啓三、大庭みな子、黒井千次
第98回（1987年下半期）
- 受賞：
  - 池澤夏樹 「スティル・ライフ」（『中央公論』1987年10月号）（初）
  - 三浦清宏 「長男の出家」（『海燕』1987年9月号）（2）
- 候補：
  - 図子英雄 「カワセミ」（『新潮』1987年7月号、新潮新人賞受賞作）（初）
  - 清水邦夫 「BARBER・ニューはま」（『群像』1987年9月号）（初）
  - 吉田直哉 「ジョナリアの噂」（『文學界』1987年11月号）（初）
  - 夫馬基彦 「金色の海」（『海燕』1987年11月号）（2）
  - 谷口哲秋 「遠方より」（『文學界』1987年12月号、文学界新人賞受賞作）（初）
- 備考：
  - 池澤は戦後派作家福永武彦を父に持つ2世作家。初めてワープロで書かれた受賞作としても話題となった。
  - 三浦は受賞時57歳4か月で、米谷ふみ子を抜き、森敦に次いで歴代2位の年長受賞者となる。

選考委員：吉行淳之介、開高健、三浦哲郎、田久保英夫、古井由吉、水上勉、河野多恵子、日野啓三、大庭みな子、黒井千次
第99回（1988年上半期）
- 受賞：新井満 「尋ね人の時間」（『文學界』1988年6月号）（4）
- 候補：
  - 佐伯一麦 「端午」（『海燕』1988年2月号）（初）
  - 岩森道子 「雪迎え」（『文學界』1988年4月号）（初）
  - 夫馬基彦 「紅葉の秋の」（『海燕』1988年3月号）（3）
  - 坂谷照美 「四日間」（『文學界』1988年6月号、文学界新人賞受賞作）（初）
  - 吉本ばなな 「うたかた」（『海燕』1988年5月号）（初）

選考委員：吉行淳之介、開高健（欠席）、三浦哲郎、田久保英夫、古井由吉、水上勉、河野多恵子、日野啓三、大庭みな子、黒井千次
第100回（1988年下半期）
- 受賞：
  - 南木佳士 「ダイヤモンドダスト」（『文學界』1988年9月号）（5）
  - 李良枝 「由煕」（『群像』1988年11月号）（4）
- 候補：
  - 司修 「バー螺旋のホステス笑子の周辺」（『海燕』1988年7月号）（初）
  - 清水邦夫 「月潟鎌を買いにいく旅」（『文學界』1988年7月号）（2）
  - 吉本ばなな 「サンクチュアリ」（『海燕』1988年8月号）（2）
  - 岩森道子 「香水蘭」（『文學界』1988年11月号）（2）
  - 多田尋子 「単身者たち」（『海燕』1988年11月号）（2）
  - 大岡玲 「黄昏のストーム・シーディング」（『文學界』1988年12月号）（初）
- 備考：
- 大岡玲は候補作「黄昏のストーム・シーディング」で1989年の三島由紀夫賞を受賞。
  - 吉本ばななは前回の候補作「うたかた」と今回の候補「サンクチュアリ」を含む『うたかた/サンクチュアリ』（福武書店）で1989年芸術選奨文部大臣新人賞を受賞。

選考委員：吉行淳之介、開高健、三浦哲郎、田久保英夫、古井由吉、水上勉、河野多恵子、日野啓三、大庭みな子、黒井千次
第101回（1989年上半期）
- 受賞：なし
- 候補：
  - 小川洋子 「完璧な病室」（『海燕』1989年3月号）（初）
  - 崎山多美 「水上往還」（『文學界』1989年4月号）（初）
  - 伊井直行 「さして重要でない一日」（『群像』1989年4月号）（3）
  - 多田尋子 「裔の子」（『海燕』1989年4月号）（3）
  - 鷺沢萠 「帰れぬ人びと」（『文學界』1989年5月号）（初）
  - 大岡玲 「わが美しのポイズンヴィル」（『文學界』1989年6月号）（2）
  - 魚住陽子 「静かな家」（『こみゅにてぃ』25号）（初）
  - 荻野アンナ 「うちのお母んがお茶を飲む」（『文學界』1989年6月号）（初）
- 備考：伊井直行「さして重要でない一日」は同年の野間文芸新人賞を受賞。

選考委員：吉行淳之介、開高健（書面回答）、三浦哲郎、田久保英夫、古井由吉、水上勉（欠席）、河野多恵子、日野啓三、大庭みな子、黒井千次
第102回（1989年下半期）
- 受賞：
  - 瀧澤美恵子 「ネコババのいる町で」（『文學界』1989年12月号、文学界新人賞受賞作）（初）
  - 大岡玲 「表層生活」（『文學界』1989年12月号）（3）
- 候補：
  - 長竹裕子 「植物工場」（『新潮』1989年8月号）（初）
  - 多田尋子 「白蛇の家」（『海燕』1989年10月号）（4）
  - 中村隆資 「流離譚」（『文學界』1989年12月号、文学界新人賞受賞作）（初）
  - 荻野アンナ 「ドアを閉めるな」（『文學界』1989年12月号）（2）
  - 小川洋子 「ダイヴィングプール」（『海燕』1989年12月号）（2）
- 備考：大岡玲は詩人大岡信の息子。

選考委員：吉行淳之介、三浦哲郎、田久保英夫、古井由吉、水上勉（欠席）、河野多恵子、日野啓三、大庭みな子、黒井千次

## 1990年代
第103回（1990年上半期）
- 受賞：辻原登 「村の名前」（『文學界』1990年6月号）（2）
- 候補：
  - 佐伯一麦 「ショート・サーキット」（『海燕』1990年4月号）（2）
  - 奥泉光 「滝」（『すばる』1990年4月号）（初）
  - 清水邦夫 「風鳥」（『文學界』1990年5月号）（3）
  - 小川洋子 「冷めない紅茶」（『海燕』1990年5月号）（3）
  - 荻野アンナ 「スペインの城」（『文學界』1990年6月号）（3）
  - 河林満 「渇水」（『文學界』1990年6月号、文学界新人賞受賞作）（初）
- 備考：佐伯一麦「ショートサーキット」は同年の野間文芸新人賞を受賞。

選考委員：吉行淳之介、大江健三郎（再任）、三浦哲郎、丸谷才一（再任）、田久保英夫、古井由吉、水上勉（欠席）、河野多恵子、日野啓三、大庭みな子、黒井千次
第104回（1990年下半期）
- 受賞：小川洋子 「妊娠カレンダー」（『文學界』1990年9月号）（4）
- 候補：
  - 有為エンジェル 「踊ろう、マヤ」（『群像』1990年8月号）（初）
  - 鷺沢萠 「葉桜の日」（『新潮』1990年8月号）（2）
  - 村上政彦 「ドライヴしない？」（『海燕』1990年9月号）（初）
  - 福元正實 「七面鳥の森」（『火山地帯』83号）（初）
  - 稲葉真弓 「琥珀の町」（『文藝』1990年秋季号）（初）
  - 崎山多美 「シマ籠る」（『文學界』1990年12月号）（2）
- 備考：有爲エンジェルは候補作『踊ろう、マヤ』（講談社）で翌年の泉鏡花文学賞を受賞。

選考委員：吉行淳之介、大江健三郎、三浦哲郎、丸谷才一、田久保英夫、古井由吉、河野多恵子、日野啓三、大庭みな子、黒井千次
第105回（1991年上半期）
- 受賞：
  - 辺見庸 「自動起床装置」（『文學界』1991年5月号）（初）
  - 荻野アンナ 「背負い水」（『文學界』1991年6月号）（4）
- 候補：
  - 村上政彦 「ナイスボール」（『海燕』1991年3月号）（2）
  - 魚住陽子 「別々の皿」（『新潮』1991年5月号）（2）
  - 長竹裕子 「静かな部屋」（『三田文學』1990年冬季号）（2）
  - 多田尋子 「体温」（『群像』1991年6月号）（5）

選考委員：吉行淳之介、大江健三郎、三浦哲郎、丸谷才一、田久保英夫、古井由吉、河野多恵子、日野啓三、大庭みな子、黒井千次
第106回（1991年下半期）
- 受賞：松村栄子 「至高聖所（アバトーン）」（『海燕』1991年10月号）（初）
- 候補：
  - 藤本恵子 「南港」（『文學界』1991年8月号）（2）
  - 奥泉光 「暴力の舟」（『すばる』1991年11月号）（2）
  - 村上政彦 「青空」（『海燕』1991年12月号）（3）
  - 田野武裕 「夕映え」（『新潮』1991年12月号）（3）
  - 多田尋子 「毀れた絵具箱」（『文學界』1991年10月号）（6）
- 備考：多田尋子は6度目の落選でなだいなだ、阿部昭、増田みず子、島田雅彦と並ぶ。

選考委員：吉行淳之介、大江健三郎、三浦哲郎、丸谷才一、田久保英夫、古井由吉、河野多恵子、日野啓三、大庭みな子、黒井千次
第107回（1992年上半期）
- 受賞：藤原智美 「運転士」（『群像』1992年5月号）（初）
- 候補：
  - 野中柊 「アンダーソン家のヨメ」（『海燕』1992年3月号）（初）
  - 村上政彦 「量子のベルカント」（『文學界』1992年6月号）（4）
  - 塩野米松 「昔の地図」（『文學界』1992年5月号）（初）
  - 鷺沢萠 「ほんとうの夏」（『新潮』1992年4月号）（3）
  - 多和田葉子 「ペルソナ」（『群像』1992年6月号）（初）
  - 安斎あざみ 「樹木内侵入臨床士」（『文學界』1992年6月号、文学界新人賞受賞作）（初）

選考委員：吉行淳之介、大江健三郎、三浦哲郎、丸谷才一、田久保英夫、古井由吉、河野多恵子、日野啓三、大庭みな子、黒井千次
第108回（1992年下半期）
- 受賞：多和田葉子 「犬婿入り」（『群像』1992年12月号）（2）
- 候補：
  - 魚住陽子 「流れる家」（『新潮』1992年12月号）（3）
  - 小浜清志 「消える島」（『文學界』1992年8月号）（初）
  - 角田光代 「ゆうべの神様」（『群像』1992年11月号）（初）
  - 野中柊 「チョコレット・オーガズム」（『海燕』1992年9月号）（2）
  - 奥泉光 「三つ目の鯰」（『文學界』1992年12月号（3）

選考委員：吉行淳之介、大江健三郎、三浦哲郎、丸谷才一、田久保英夫、古井由吉、河野多恵子、日野啓三、大庭みな子、黒井千次
第109回（1993年上半期）
- 受賞：吉目木晴彦 「寂寥郊野」（『群像』1993年1月号）（初）
- 候補：
  - 角田光代 「ピンク・バス」（『海燕』1993年6月号）（2）
  - 塩野米松 「オレオレの日」（『文學界』1993年6月号）（2）
  - 久間十義 「海で三番目に強いもの」（『新潮』1993年1月号）（初）
  - 村上政彦 「分界線」（『文學界』1993年4月号）（5）
  - 河林満 「穀雨」（『文學界』1993年5月号）（2）

選考委員：吉行淳之介、大江健三郎、三浦哲郎（欠席）、丸谷才一、田久保英夫、古井由吉、河野多恵子、日野啓三、大庭みな子、黒井千次
第110回（1993年下半期）
- 受賞：奥泉光 「石の来歴」（『文學界』1993年12月号）（4）
- 候補
  - 角田光代 「もう一つの扉」（『文學界』1993年11月号）（3）
  - 笙野頼子 「二百回忌」（『新潮』1993年12月号）（初）
  - 石黒達昌 「平成3年5月2日、後天性免疫不全症候群にて急逝された明寺伸彦博士、並びに……」（『海燕』1993年8月号）（初）
  - 引間徹 「19分25秒」（『すばる』1993年11月号、すばる文学賞受賞作）（初）
  - 辻仁成 「母なる凪と父なる時化」（『新潮』1993年12月号）（初）
- 備考：笙野頼子は候補作「二百回忌」で翌年の三島由紀夫賞を受賞。

選考委員：吉行淳之介、大江健三郎、三浦哲郎、丸谷才一、田久保英夫、古井由吉、河野多恵子、日野啓三、大庭みな子、黒井千次
第111回（1994年上半期）
- 受賞：
  - 笙野頼子 「タイムスリップ・コンビナート」（『文學界』1994年6月号）（2）
  - 室井光広 「おどるでく」（『群像』1994年4月号）（初）
- 候補：
  - 阿部和重 「アメリカの夜」（『群像』1994年6月号、群像新人文学賞受賞作）（初）
  - 小浜清志 「後生橋」（『文學界』1994年6月号）（2）
  - 中原文夫 「不幸の探究」（『海燕』1994年6月号）
  - 塩野米松 「空っぽの巣」（『文學界』1994年6月号）（3）
  - 三浦俊彦 「これは餡パンではない」（『文藝』1994年夏季号）（初）
- 備考：笙野はこの受賞で野間文芸新人賞、三島由紀夫賞、芥川賞と主要新人賞三冠を初めて達成。

選考委員：吉行淳之介（欠席）、大江健三郎、三浦哲郎、丸谷才一、田久保英夫、古井由吉、河野多恵子、日野啓三、大庭みな子、黒井千次
第112回（1994年下半期）
- 受賞：なし
- 候補：
  - 内田春菊 「キオミ」（『海燕』1994年8月号）（初）
  - 伊達一行 「光の形象」（『文學界』1994年11月号）（初）
  - 引間徹 「地下鉄の軍曹」（『すばる』1994年10月号）（2）
  - 三浦俊彦 「蜜林レース」（『文藝』1994年冬季号）（2）
  - 中村邦生 「ドッグ・ウォーカー」（『文學界』1994年12月号）（初）

選考委員：大江健三郎、三浦哲郎、丸谷才一、田久保英夫、古井由吉、河野多恵子、日野啓三、大庭みな子、黒井千次
第113回（1995年上半期）
- 受賞：保坂和志 「この人の閾」（『新潮』1995年3月号）（初）
- 候補：
  - 柳美里 「フルハウス」（『文學界』1995年5月号）（初）
  - 藤沢周 「外回り」（『群像』1995年6月号）（初）
  - 車谷長吉 「漂流物」（『文學界』1995年2月号）（2）
  - 川上弘美 「婆」（『中央公論文芸特集』1995年夏季号）（初）
  - 青来有一 「ジェロニモの十字架」（『文學界』1995年6月号、文学界新人賞受賞作）（初）
- 備考：
  - 柳美里は今回の候補作と次回の候補作「もやし」を含む『フルハウス』（文藝春秋）で翌年に泉鏡花文学賞と野間文芸新人賞を受賞。
  - 車谷長吉は候補作を含む『漂流物』（新潮社）で1997年度平林たい子賞を受賞。
  - 車谷を除く全ての候補者が後に芥川賞を受賞（川上：第115回、柳：第116回、藤沢：第119回、青来：第124回）、車谷に関しては直木賞（第119回）を受賞している。

選考委員：大江健三郎、三浦哲郎、丸谷才一、田久保英夫、古井由吉、河野多恵子、日野啓三、大庭みな子、黒井千次
第114回（1995年下半期）
- 受賞：又吉栄喜 「豚の報い」（『文學界』1995年11月号）（初）
  - 柳美里 「もやし」（『群像』1995年12月号）（2）
  - 中村邦生 「森への招待」（『文學界』1995年12月号）（2）
  - 伊井直行 「三月生まれ」（『群像』1995年9月号）（4）
  - 原口真智子 「クレオメ」（『季刊午前』10号）（初）
  - 三浦俊彦 「エクリチュール元年」（『文學界』1995年7月号）（3）

選考委員：石原慎太郎、大江健三郎、三浦哲郎、丸谷才一、田久保英夫、古井由吉、河野多恵子、日野啓三、大庭みな子、黒井千次、宮本輝、池澤夏樹
第115回（1996年上半期）
- 受賞：川上弘美 「蛇を踏む」（『文學界』1996年3月号）（2）
- 候補：
  - 塩野米松 「ペーパーノーチラス」（『文學界』1996年2月号）（4）
  - 山本昌代 「海鳴り」（『海燕』1996年4月号）（3）
  - リービ英雄 「天安門」（『群像』1996年1月号）（初）
  - 福島次郎 「バスタオル」（『詩と真実』1996年2月号）（初）
  - 青来有一 「ウネメの家」（『文學界』1996年6月号）（2）

選考委員：石原慎太郎、大江健三郎（欠席）、三浦哲郎、丸谷才一、田久保英夫、古井由吉、河野多恵子、日野啓三、大庭みな子（書面回答）、黒井千次、宮本輝、池澤夏樹
第116回（1996年下半期）
- 受賞：
  - 柳美里 「家族シネマ」（『群像』1996年12月号）（3）
  - 辻仁成 「海峡の光」（『新潮』1996年12月号）（2）
- 候補
  - 町田康 「くっすん大黒」（『文學界』1996年7月号）（初）
  - 伊達一行 「夜の落とし子」（『文學界』1996年7月号）（2）
  - 青来有一 「泥海の兄弟」（『文學界』1996年12月号）（3）
  - デビット・ゾペティ 「いちげんさん」（『すばる』1996年11月号、すばる文学賞受賞作）（初）
- 備考
  - 柳は演劇出身、辻はミュージシャンでともに異業種から進出した作家。
  - 町田康「くっすん大黒」は翌年にBunkamuraドゥマゴ文学賞（筒井康隆選考）と野間文芸新人賞を受賞。

選考委員：石原慎太郎、大江健三郎（欠席）、三浦哲郎、丸谷才一、田久保英夫、古井由吉、河野多恵子、日野啓三、大庭みな子（欠席）、黒井千次、宮本輝、池澤夏樹
第117回（1997年上半期）
- 受賞：目取真俊 「水滴」（『文學界』1997年4月号）（初）
- 候補：
  - 佐藤亜有子 「葡萄」（『文藝』1997年春季号）（初）
  - 藤沢周 「サイゴン・ピックアップ」（『文藝』1997年夏季号）（2）
  - 伊達一行 「水のみち」（『文學界』1997年6月号）（3）
  - 鷺沢萠 「君はこの国を好きか」（『新潮』1997年6月号）（4）
  - 吉田修一 「最後の息子」（『文學界』1997年6月、文学界新人賞受賞作）（初）

選考委員：石原慎太郎、三浦哲郎（欠席）、丸谷才一、田久保英夫、古井由吉、河野多恵子、日野啓三、黒井千次、宮本輝、池澤夏樹
第118回（1997年下半期）
- 受賞：なし
- 候補：
  - 阿部和重 「トライアングルズ」（『群像』1997年12月号）（2）
  - 吉田修一 「破片」（『文學界』1997年9月号）（2）
  - 広谷鏡子 「げつようびのこども」（『すばる』1997年12月号）（初）
  - 藤沢周 「砂と光」（『文學界』1997年12月号）（3）
  - 弓透子 「ハドソン河の夕日」（『季刊文科』5号）（初）
- 備考：阿部和重は候補作「トライアングルズ」を含む『無情の世界』（新潮社）で1999年度野間文芸新人賞を受賞。

選考委員：石原慎太郎、三浦哲郎、丸谷才一、田久保英夫、古井由吉、河野多恵子、日野啓三、黒井千次、宮本輝、池澤夏樹
第119回（1998年上半期）
- 受賞：
  - 藤沢周 「ブエノスアイレス午前零時」（『文藝』1998年夏季号）（4）
  - 花村萬月 「ゲルマニウムの夜」（『文學界』1998年6月号）（初）
- 候補：
  - 町田康 「けものがれ、俺らの猿と」（『文學界』1998年4月号）（2）
  - 辻章 「青山」（『新潮』1998年3月号）（初）
  - 大塚銀悦 「濁世」（『文學界』1998年5月号）（初）
  - 伊藤比呂美 「ハウス・プラント」（『新潮』1998年5月号）（初）
  - 若合春侑 「腦病院へまゐります。」（『文學界』1998年6月号、文学界新人賞受賞作）（初）

選考委員：石原慎太郎、三浦哲郎、田久保英夫、古井由吉、河野多恵子、日野啓三（書面回答）、黒井千次、宮本輝、池澤夏樹
第120回（1998年下半期）
- 受賞：平野啓一郎 「日蝕」（『新潮』1998年8月号）（初）
- 候補：
  - 若合春侑 「カタカナ三十九字の遺書」（『文學界』1998年12月号）（2）
  - 安達千夏 「あなたがほしい」（『すばる』1998年11月号、すばる文学賞受賞作）（初）
  - 福島次郎 「蝶のかたみ」（『文學界』1998年11月号）（2）
  - 赤坂真理 「ヴァイブレータ」（『群像』1998年12月号）（初）
- 備考：平野は受賞時23歳6か月の学生作家で、この時点で丸山健二、石原慎太郎、大江健三郎に次ぐ年少記録。「三島由紀夫の再来」と喧伝され、茶髪にピアスという作家らしからぬ風貌も話題となる。

選考委員：石原慎太郎、三浦哲郎、田久保英夫、古井由吉、河野多恵子、日野啓三、黒井千次、宮本輝、池澤夏樹
第121回（1999年上半期）
- 受賞：なし
- 候補：
  - 藤野千夜 「恋の休日」（『群像』1999年5月号）（初）
  - 大塚銀悦 「壺中の獄」（『文學界』1999年5月号）（2）
  - 伊藤比呂美 「ラニーニャ」（『新潮』1999年3月号） （2）
  - 松浦寿輝 「幽」（『群像』1999年3月号）（初）
  - 若合春侑 「掌の小石」（『文學界』1999年6月号） （3）
  - 玄月 「おっぱい」（『樹林』406号）（初）
  - 青来有一 「信長の守護神」（『文學界』1999年4月号）（4）

選考委員：石原慎太郎、三浦哲郎、田久保英夫、古井由吉、河野多恵子、日野啓三、黒井千次、宮本輝、池澤夏樹
第122回（1999年下半期）
- 受賞：
  - 玄月 「蔭の棲みか」（『文學界』1999年11月号）（2）
  - 藤野千夜 「夏の約束」（『群像』1999年12月号）（2）
- 候補：
  - 吉田修一 「突風」（『文學界』1999年12月号）（3）
  - 宮沢章夫 「サーチエンジン・システムクラッシュ」（『文學界』1999年10月号）（初）
  - 濱田順子 「Tiny,tiny」（『文藝』1999年冬季号、文藝賞受賞作）（初）
  - 赤坂真理 「ミューズ」（『文學界』1999年12月号）（2）
  - 楠見朋彦 「零歳の詩人」（『すばる』1999年11月号、すばる文学賞受賞作）（初）
- 備考：赤坂真理の候補作『ミューズ』（文藝春秋）は翌年の野間文芸新人賞を受賞。

選考委員：石原慎太郎、三浦哲郎、田久保英夫、古井由吉、河野多恵子、日野啓三（欠席）、黒井千次、宮本輝、池澤夏樹

## 2000年代
第123回（2000年上半期）
- 受賞：
  - 町田康 「きれぎれ」（『文學界』2000年5月号）（3）
  - 松浦寿輝 「花腐し」（『群像』2000年5月号）（2）
- 候補：
  - 岡崎祥久 「楽天屋」（『群像』2000年2月号）（初）
  - 楠見朋彦 「マルコ・ポーロと私」（『すばる』2000年5月号）（2）
  - 佐藤洋二郎 「猫の喪中」（『すばる』2000年4月号）（初）
  - 大道珠貴 「裸」（『文學界』2000年4月号）（初）
- 備考：
  - 町田はパンクロッカー、松浦は大学教授で「異色の取り合わせ」として報道される。
  - 岡崎祥久の候補作「楽天屋」は同年の野間文芸新人賞を受賞。

選考委員：石原慎太郎、三浦哲郎、田久保英夫、古井由吉、河野多恵子、日野啓三（欠席）、黒井千次、宮本輝、池澤夏樹、村上龍
第124回（2000年下半期）
- 受賞：
  - 青来有一 「聖水」（『文學界』2000年12月号）（5）
  - 堀江敏幸 「熊の敷石」（『群像』2000年12月号）（初）
- 候補：
  - 大道珠貴 「スッポン」（『文學界』2000年10月号）（2）
  - 吉田修一 「熱帯魚」（『文學界』2000年11月号）（4）
  - 玄侑宗久 「水の舳先」（『新潮』2000年10月号）（初）
  - 黒川創 「もどろき」（『新潮』2000年12月号）（初）

選考委員：石原慎太郎、三浦哲郎、田久保英夫、古井由吉、河野多恵子、日野啓三、黒井千次、宮本輝、池澤夏樹、村上龍
第125回（2001年上半期）
- 受賞：玄侑宗久 「中陰の花」（『文學界』2001年5月号）（2）
- 候補：
  - 阿部和重 「ニッポニアニッポン」（『新潮』2001年6月号）（3）
  - 佐川光晴 「ジャムの空壜」（『新潮』2001年6月号）（初）
  - 清水博子 「処方箋」（『すばる』2001年6月号）（初）
  - 長嶋有 「サイドカーに犬」（『文學界』2001年6月号、文学界新人賞受賞作）（初）
  - 和田ゆりえ 「光への供物」（『文學界』2001年4月号）（初）
- 備考：玄侑は当時臨済宗福聚寺の副住職（その後住職）。

選考委員：石原慎太郎、三浦哲郎、古井由吉、河野多恵子、日野啓三、黒井千次、宮本輝、池澤夏樹、村上龍
第126回（2001年下半期）
- 受賞：長嶋有 「猛スピードで母は」（『文學界』2001年11月号）（2）
- 候補：
  - 石黒達昌 「真夜中の方へ」（『文學界』2001年10月号）（2）
  - 岡崎祥久 「南へ下る道」（『群像』2001年11月号）（2）
  - 鈴木弘樹 「グラウンド」（『新潮』2001年11月号、新潮新人賞受賞作）（初）
  - 大道珠貴 「ゆううつな苺」（『文學界』2001年12月号）（3）
  - 法月ゆり 「六フィート下から」（『すばる』2001年12月号） （初）

選考委員：石原慎太郎、三浦哲郎（書面回答）、古井由吉、河野多恵子、日野啓三、黒井千次、宮本輝、池澤夏樹、村上龍、髙樹のぶ子
第127回（2002年上半期）
- 受賞：吉田修一 「パーク・ライフ」（『文學界』2002年6月号）（5）
- 候補：
  - 黒川創 「イカロスの森」（『新潮』2002年6月号）（2）
  - 佐川光晴 「縮んだ愛」（『群像』2002年3月号）（2）
  - 法月ゆり 「彼女のピクニック宣言」（『すばる』2002年6月号）（2）
  - 星野智幸 「砂の惑星」（『すばる』2002年3月号）（初）
  - 湯本香樹実 「西日の町」（『文學界』2002年4月号）（初）
- 備考：佐川光晴の候補作「縮んだ愛」は同年の野間文芸新人賞を受賞。

選考委員：石原慎太郎、三浦哲郎（書面回答）、古井由吉、河野多恵子、日野啓三（欠席）、黒井千次、宮本輝、池澤夏樹（書面回答）、村上龍、高樹のぶ子
第128回（2002年下半期）
- 受賞：大道珠貴 「しょっぱいドライブ」（ 『文學界』2002年12月号）（4）
- 候補：
  - 小野正嗣 「水死人の帰還」（『文學界』2002年10月号）（初）
  - 島本理生 「リトル・バイ・リトル」（『群像』2002年11月号）（初）
  - 中村文則 「銃」（『新潮』2002年11月号、新潮新人賞受賞作）（初）
  - 松井雪子 「イエロー」（『群像』2002年12月号）（初）
  - 和田ゆりえ 「鏡の森」（『文學界』2002年12月号）（2）
- 備考：島本理生は候補作『リトル・バイ・リトル』（講談社）により2003年の野間文芸新人賞を最年少で受賞。

選考委員：石原慎太郎、三浦哲郎、古井由吉、河野多恵子、黒井千次、宮本輝、池澤夏樹、村上龍、高樹のぶ子
第129回（2003年上半期）
- 受賞：吉村萬壱 「ハリガネムシ」（『文學界』2003年5月号）（初）
  - 絲山秋子 「イッツ・オンリー・トーク」（『文學界』2003年6月号、文学界新人賞受賞作）（初）
  - 栗田有起 「お縫い子テルミー」（『すばる』2003年6月号）（初）
  - 中村航 「夏休み」（『文藝』2003年夏号）（初）
  - 中村文則 「遮光」（『新潮』2003年6月号） （2）
- 備考：中村文則は候補作「遮光」で翌年野間文芸新人賞を受賞。

選考委員：石原慎太郎、三浦哲郎、古井由吉、河野多恵子、黒井千次、宮本輝、池澤夏樹、村上龍、高樹のぶ子、山田詠美
第130回（2003年下半期）
- 受賞：
  - 金原ひとみ 「蛇にピアス」（『すばる』2003年11月号、すばる文学賞受賞作）（初）
  - 綿矢りさ 「蹴りたい背中」（『文藝』2003年秋号）（初）
- 候補
  - 絲山秋子 「海の仙人」（『新潮』2003年12月号）（2）
  - 島本理生 「生まれる森」（『群像』2003年10月号）（2）
  - 中村航 「ぐるぐるまわるすべり台」（『文學界』2003年12月号）（2）
- 備考：
  - 綿矢は19歳11か月、金原は20歳5か月で、丸山健二の最年少記録23歳0か月を37年ぶりに更新。受賞作を掲載した『文藝春秋』は雑誌としては異例の118万部を売り上げ、綿矢の『蹴りたい背中』も村上龍『限りなく透明に近いブルー』以来28年ぶりのミリオンセラーとなった。
  - 「蛇にピアス」は「すばる」掲載作から初の受賞。
  - 中村航は候補作「ぐるぐるまわるすべり台」で2004年野間文芸新人賞を受賞。
  - 絲山秋子は候補作『海の仙人』（新潮社）で2005年芸術選奨文部科学大臣新人賞受賞。

選考委員：石原慎太郎、三浦哲郎、古井由吉、河野多恵子、黒井千次、宮本輝、池澤夏樹、村上龍、高樹のぶ子、山田詠美
第131回（2004年上半期）
- 受賞：モブ・ノリオ 「介護入門」（『文學界』2004年6月号、文学界新人賞受賞作）（初）
- 候補：
  - 絲山秋子 「勤労感謝の日」（『文學界』2004年5月号）（3）
  - 栗田有起 「オテル・モル」（『すばる』2004年6月号）（2）
  - 佐川光晴 「弔いのあと」（『文學界』2004年5月号）（3）
  - 舞城王太郎 「好き好き大好き超愛してる。」（『群像』2004年1月号）（初）
  - 松井雪子 「日曜農園」（『群像』2004年5月号）（2）
- 備考：覆面作家・舞城王太郎のノミネートが話題となるが、老人介護をラップ調の文体で描いたモブ・ノリオ「介護入門」が受賞。モブは記者会見で「どうも、舞城王太郎です」と挨拶し笑いを取る。

選考委員：石原慎太郎、三浦哲郎（欠席）、古井由吉、河野多恵子、黒井千次、宮本輝、池澤夏樹、村上龍（欠席）、高樹のぶ子、山田詠美
第132回（2004年下半期）
- 受賞：阿部和重 「グランド・フィナーレ」（『群像』2004年12月号）（4）
- 候補：
  - 石黒達昌 「目をとじるまでの短かい間」（『文學界』2004年12月号）（3）
  - 井村恭一 「不在の姉」（『文學界』2004年9月号）（初）
  - 白岩玄 「野ブタ。をプロデュース」（『文藝』2004年冬号、文藝賞受賞作）（初）
  - 田口賢司 「メロウ 1983」（『新潮』2004年8月号）（初）
  - 中島たい子 「漢方小説」（『すばる』2004年11月号、すばる文学賞受賞作）（初）
  - 山崎ナオコーラ 「人のセックスを笑うな」（『文藝』2004年冬号、文藝賞受賞作）（初）
- 備考：
  - 阿部はすでに大作『シンセミア』で伊藤整文学賞、毎日出版文化賞と中堅以上の作家を対象とする賞を受賞済みだった。支持した選考委員の中には「（村上春樹や島田雅彦に与え損ねた）80年代の取りこぼしを繰り返してはならない」と話すものもいたという（『朝日新聞』2005年1月14日付記事）。
  - 田口賢司の候補作「メロウ 1983」は2004年のBunkamuraドゥマゴ文学賞を受賞（浅田彰選考）

選考委員：石原慎太郎、三浦哲郎（書面回答）、古井由吉、河野多恵子、黒井千次、宮本輝、池澤夏樹、村上龍、高樹のぶ子、山田詠美
第133回（2005年上半期）
- 受賞：中村文則 「土の中の子供」（『新潮』2005年4月号）（3）
- 候補
  - 伊藤たかみ 「無花果カレーライス」（『文藝』2005年夏号）（初）
  - 楠見朋彦 「小鳥の母」（『文學界』2005年6月号）（3）
  - 栗田有起 「マルコの夢」（『すばる』2005年5月号）（3）
  - 中島たい子 「この人と結婚するかも」（『すばる』2005年6月号）（2）
  - 樋口直哉 「さよなら アメリカ」（『群像』2005年6月号、群像新人文学賞受賞作）（初）
  - 松井雪子 「恋蜘蛛」（『文學界』2005年6月号）（3）

選考委員：石原慎太郎、三浦哲郎（欠席）、河野多恵子、黒井千次、宮本輝、池澤夏樹、村上龍、高樹のぶ子、山田詠美
第134回（2005年下半期）
- 受賞：絲山秋子 「沖で待つ」（『文學界』2005年9月号）（4）
- 候補
  - 伊藤たかみ 「ボギー、愛しているか」（『群像』2005年12月号）（2）
  - 佐川光晴 「銀色の翼」（『文學界』2005年11月号）（4）
  - 清水博子 「vanity」（『新潮』2005年10月号）（2）
  - 西村賢太 「どうで死ぬ身の一踊り」（『群像』2005年9月号）（初）
  - 松尾スズキ 「クワイエットルームにようこそ」（『文學界』2005年7月号）（初）

選考委員：石原慎太郎、河野多恵子、黒井千次、宮本輝、池澤夏樹、村上龍、高樹のぶ子、山田詠美
第135回（2006年上半期）
- 受賞：伊藤たかみ 「八月の路上に捨てる」（『文學界』2006年6月号）（3）
- 候補：
  - 鹿島田真希 「ナンバーワン・コンストラクション」（『新潮』2006年1月号）（初）
  - 島本理生 「大きな熊が来る前に、おやすみ。」（『新潮』2006年1月号）（3）
  - 中原昌也 「点滅……」（『新潮』2006年2月号）（初）
  - 本谷有希子 「生きてるだけで、愛。」（『新潮』2006年6月号）（初）
- 備考：一票も入らずに落選した中原昌也は『SPA!』誌上で選考委員全員を批判し意趣返しをした。落選作「点滅……」を含む『名も無き孤児たちの墓』（新潮社）は同年の野間文芸新人賞を受賞。

選考委員：石原慎太郎、河野多恵子、黒井千次、宮本輝、池澤夏樹、村上龍（書面回答）、高樹のぶ子、山田詠美
第136回（2006年下半期）
- 受賞：青山七恵 「ひとり日和」（『文藝』2006年秋号）（初）
- 候補
  - 佐川光晴 「家族の肖像」（『文學界』2006年12月号）（5）
  - 柴崎友香 「その街の今は」（『新潮』2006年7月号）（初）
  - 田中慎弥 「図書準備室」（『新潮』2006年7月号）（初）
  - 星野智幸 「植物診断室」（『文學界』2006年9月号）（2）
- 備考：
  - 青山は23歳11か月の年少受賞（受賞時点で歴代7位）
  - 柴崎友香の候補作「その街の今は」は2006年に織田作之助賞、2007年に芸術選奨文部科学大臣新人賞を受賞。

選考委員：石原慎太郎、河野多恵子、黒井千次、宮本輝、池澤夏樹、村上龍、高樹のぶ子、山田詠美
第137回（2007年上半期）
- 受賞：諏訪哲史 「アサッテの人」（『群像』2007年6月号、群像新人文学賞受賞作）（初）
- 候補
  - 円城塔 「オブ・ザ・ベースボール」（『文學界』2007年6月号、文学界新人賞受賞作）（初）
  - 川上未映子 「わたくし率 イン 歯ー、または世界」（『早稲田文学0』2007年5月）（初）
  - 柴崎友香 「主題歌」（『群像』2007年6月号）（2）
  - 前田司郎 「グレート生活アドベンチャー」（『新潮』2007年5月号）（初）
  - 松井雪子 「アウラ アウラ」（『文學界』2007年3月号）（4）
- 備考：群像新人賞受賞作が芥川賞を取るのは村上龍「限りなく透明に近いブルー」以来31年ぶり。

選考委員：石原慎太郎、黒井千次、宮本輝、池澤夏樹、村上龍、高樹のぶ子、山田詠美、小川洋子、川上弘美
第138回（2007年下半期）
- 受賞：川上未映子 「乳と卵」（『文學界』2007年12月号）（2）
- 候補：
  - 田中慎弥 「切れた鎖」（『新潮』2007年12月号）（2）
  - 津村記久子 「カソウスキの行方」（『群像』2007年9月号）（初）
  - 中山智幸 「空で歌う」（『群像』2007年8月号）（初）
  - 西村賢太 「小銭をかぞえる」（『文學界』2007年11月号）（2）
  - 山崎ナオコーラ 「カツラ美容室別室」（『文藝』2007年秋号）（2）
  - 楊逸 「ワンちゃん」（『文學界』2007年12月号、文学界新人賞受賞作）（初）
- 備考：
  - 歌手としての経歴がある川上はメディアから注目された。
  - 田中慎弥は候補作を含む『切れた鎖』（新潮社）で2008年三島由紀夫賞を受賞。

選考委員：石原慎太郎、黒井千次、宮本輝、池澤夏樹、村上龍、高樹のぶ子、山田詠美、小川洋子、川上弘美
第139回（2008年上半期）
- 受賞：楊逸 「時が滲む朝」（『文學界』2008年6月号）（2）
- 候補：
  - 磯崎憲一郎 「眼と太陽」（『文藝』2008年夏号）（初）
  - 岡崎祥久 「ctの深い川の町」（『群像』2008年6月号）（3）
  - 小野正嗣 「マイクロバス」（『新潮』2008年4月号）（2）
  - 木村紅美 「月食の日」（『文學界』2008年5月号）（初）
  - 津村記久子 「婚礼、葬礼、その他」（『文學界』2008年3月号）（2）
  - 羽田圭介 「走ル」（『文藝』2008年春号）（初）
- 備考：楊は中国籍の作家で中国語が母語。日本語を母語としない作家の受賞は初。

選考委員：石原慎太郎（書面回答）、黒井千次、宮本輝、池澤夏樹、村上龍、高樹のぶ子、山田詠美、小川洋子、川上弘美
第140回（2008年下半期）
- 受賞：津村記久子 「ポトスライムの舟」（『群像』2008年11月号）（3）
- 候補：
  - 鹿島田真希 「女の庭」（『文藝』2008年秋号）（2）
  - 墨谷渉 「潰玉」（『文學界』2008年12月号）（初）
  - 田中慎弥 「神様のいない日本シリーズ」（『文學界』2008年10月号）（3）
  - 山崎ナオコーラ 「手」（『文學界』2008年12月号）（3）
  - 吉原清隆 「不正な処理」（『すばる』2008年12月号）（初）

選考委員：石原慎太郎（書面回答）、黒井千次、池澤夏樹、宮本輝、村上龍、高樹のぶ子、山田詠美、小川洋子、川上弘美
第141回（2009年上半期）
- 受賞：磯崎憲一郎 「終の住処」（『新潮』2009年6月号）（2）
- 候補：
  - 戌井昭人 「まずいスープ」（『新潮』2009年3月号）（初）
  - シリン・ネザマフィ 「白い紙」（『文學界』2009年6月号、文学界新人賞受賞作）（初）
  - 藤野可織 「いけにえ」（『すばる』2009年3月号）（初）
  - 松波太郎 「よもぎ学園高等学校蹴球部」（『文學界』2009年5月号）（初）
  - 本谷有希子 「あの子の考えることは変」（『群像』2009年6月号）（2）
- 備考：磯崎は大手三井物産人事総務部次長の肩書きを持つ。派遣社員など底辺労働者を描く作家が増える中での受賞。

選考委員：石原慎太郎、黒井千次、宮本輝、池澤夏樹、村上龍、高樹のぶ子、山田詠美、小川洋子、川上弘美
第142回（2009年下半期）
- 受賞：なし
- 候補：
  - 大森兄弟 「犬はいつも足元にいて」（『文藝』2009年冬号、文藝賞受賞作）（初）
  - 羽田圭介 「ミート・ザ・ビート」（『文學界』2009年12月号）（2）
  - 藤代泉 「ボーダー&レス」（『文藝』2009年冬号、文藝賞受賞作）（初）
  - 舞城王太郎 「ビッチマグネット」（『新潮』2009年9月号）（2）
  - 松尾スズキ 「老人賭博」（『文學界』2009年9月号）（2）
- 備考
  - 大森兄弟は史上初の合作による候補者。
  - 受賞作なしは10年ぶり。

選考委員：石原慎太郎、黒井千次、宮本輝、池澤夏樹、村上龍、高樹のぶ子、山田詠美、小川洋子、川上弘美

## 2010年代
第143回（2010年上半期）
- 受賞：赤染晶子 「乙女の密告」（『新潮』2010年6月号）（初）
- 候補：
  - 鹿島田真希 「その暁のぬるさ」（『すばる』2010年4月号）（3）
  - 柴崎友香 「ハルツームにわたしはいない」（『新潮』2010年6月号）（3）
  - シリン・ネザマフィ 「拍動」（『文學界』2010年6月号）（2）
  - 広小路尚祈 「うちに帰ろう」（『文學界』2010年4月号）（初）
  - 穂田川洋山 「自由高さH」（『文學界』2010年6月号、文學界新人賞受賞作）（初）

選考委員：石原慎太郎、黒井千次、宮本輝、池澤夏樹、村上龍、髙樹のぶ子、山田詠美、小川洋子、川上弘美
第144回（2010年下半期）
- 受賞：
  - 朝吹真理子 「きことわ」（『新潮』2010年9月号）（初）
  - 西村賢太 「苦役列車」（『新潮』2010年12月号）（3）
- 候補：
  - 小谷野敦 「母子寮前」（『文學界』2010年9月号）（初）
  - 田中慎弥 「第三紀層の魚」（『すばる』2010年12月号）（4）
  - 穂田川洋山 「あぶらびれ」（『文學界』2010年11月号）（2）
- 備考：親族に多数の文学者を持つ良家出身の朝吹と、中卒の元肉体労働者の西村との対比が注目された。

選考委員：石原慎太郎、黒井千次、宮本輝、池澤夏樹、村上龍、高樹のぶ子、山田詠美、小川洋子、川上弘美、島田雅彦
第145回（2011年上半期）
- 受賞：なし
- 候補：
  - 石田千 「あめりかむら」（『新潮』2011年2月号）（初）
  - 戌井昭人 「ぴんぞろ」（『群像』2011年6月号）（2）
  - 円城塔 「これはペンです」（『新潮』2011年1月号）（2）
  - 水原涼 「甘露」（『文學界』2011年6月号、文學界新人賞受賞作）（初）
  - 本谷有希子 「ぬるい毒」（『新潮』2011年3月号）（3）
  - 山崎ナオコーラ 「ニキの屈辱」（『文藝』2011年夏号）（4）
- 備考：
  - 本谷有希子は候補作「ぬるい毒」で同年の野間文芸新人賞を受賞。
  - 水原涼は芥川賞史上初となる平成生まれの候補。

選考委員：石原慎太郎、黒井千次、宮本輝、池澤夏樹、村上龍、高樹のぶ子、山田詠美、小川洋子、川上弘美、島田雅彦
第146回（2011年下半期）
- 受賞：
  - 円城塔 「道化師の蝶」（『群像』2011年7月号）（3）
  - 田中慎弥 「共喰い」（『すばる』2011年10月号）（5）
- 候補：
  - 石田千 「きなりの雲」（『群像』2011年11月号）（2）
  - 広小路尚祈 「まちなか」（『文學界』2011年8月号）（2）
  - 吉井磨弥 「七月のばか」（『文學界』2011年11月号）（初）

選考委員：石原慎太郎、黒井千次、宮本輝、村上龍（欠席）、高樹のぶ子、山田詠美、小川洋子、川上弘美、島田雅彦
第147回（2012年上半期）
- 受賞：
  - 鹿島田真希 「冥土めぐり」（『文藝』2012年春号）（4）
- 候補：
  - 戌井昭人 「ひっ」（『新潮』2012年6月号）（3）
  - 鈴木善徳 「河童日誌」（『文學界』2012年5月号）（初）
  - 舞城王太郎 「短篇五芒星」（『群像』2012年3月号）（3）
  - 山下澄人 「ギッちょん」（『文學界』2012年6月号）（初）
- 備考：鹿島田はこの受賞で、笙野頼子以来二人目の野間文芸新人賞・三島由紀夫賞・芥川賞の主要新人賞三冠を達成。

選考委員：宮本輝、村上龍、高樹のぶ子、山田詠美、小川洋子、川上弘美、島田雅彦、奥泉光、堀江敏幸
第148回（2012年下半期）
- 受賞：
  - 黒田夏子 「abさんご」（『早稲田文学』5号、早稲田文学新人賞受賞作）（初）
- 候補：
  - 小野正嗣 「獅子渡り鼻」（『群像』2012年11月号）（3）
  - 北野道夫 「関東平野」（『文學界』2012年9月号）（初）
  - 高尾長良 「肉骨茶」（『新潮』2012年11月号、新潮新人賞受賞作）（初）
  - 舞城王太郎 「美味しいシャワーヘッド」（『新潮』2012年8月号）（4）
- 備考：75歳の黒田夏子は、記録が残っている上では芥川賞史上最高齢の候補・受賞者。また、初の横書きの受賞作でもある。

選考委員：宮本輝、村上龍、高樹のぶ子、山田詠美、小川洋子、川上弘美、島田雅彦、奥泉光、堀江敏幸
第149回（2013年上半期）
- 受賞：
  - 藤野可織 「爪と目」（『新潮』2013年4月号）（2）
- 候補：
  - いとうせいこう 「想像ラジオ」（『文藝』春号）（初）
  - 戌井昭人 「すっぽん心中」（『新潮』2013年1月号）（4）
  - 鶴川健吉 「すなまわり」（『文學界』2013年6月号）（初）
  - 山下澄人 「砂漠ダンス」 （『文藝』夏号）（2）
- 備考：いとうせいこうの候補作「想像ラジオ」は同年の野間文芸新人賞を受賞。

選考委員：宮本輝、村上龍、高樹のぶ子、山田詠美、小川洋子、川上弘美、島田雅彦、奥泉光、堀江敏幸
第150回（2013年下半期）
- 受賞：
  - 小山田浩子 「穴」（『新潮』2013年9月号）（初）
- 候補：
  - いとうせいこう 「鼻に挟み撃ち」（『すばる』2013年12月号）（2）
  - 岩城けい 『さようなら、オレンジ』（筑摩書房刊、太宰治賞受賞作）（初）
  - 松波太郎 「LIFE」（『群像』2013年7月号）（2）
  - 山下澄人 「コルバトントリ」 （『文學界』2013年10月号）（3）
- 備考：松波太郎は候補作を収録した短篇集『LIFE』で同年の野間文芸新人賞を受賞。

選考委員：宮本輝、村上龍、高樹のぶ子、山田詠美、小川洋子、川上弘美、島田雅彦、奥泉光、堀江敏幸
第151回（2014年上半期）
- 受賞：
  - 柴崎友香 「春の庭」（『文學界』2014年6月号）（4）
- 候補：
  - 戌井昭人 「どろにやいと」（『群像』2014年1月号）（5）
  - 小林エリカ 「マダム・キュリーと朝食を」（『すばる』2014年4月号）（初）
  - 羽田圭介 「メタモルフォシス」 （『新潮』2014年6月号）（3）
  - 横山悠太 「吾輩ハ猫ニナル」 （『群像』2014年6月号、群像新人文学賞受賞作）（初）

選考委員：宮本輝、村上龍、高樹のぶ子、山田詠美、小川洋子、川上弘美、島田雅彦、奥泉光、堀江敏幸
第152回（2014年下半期）
- 受賞：
  - 小野正嗣 「九年前の祈り」（『群像』2014年9月号）（4）
- 候補：
  - 上田岳弘 「惑星」（『新潮』2014年8月号）（初）
  - 小谷野敦 「ヌエのいた家」 （『文學界』2014年9月号）（2）
  - 高尾長良 「影媛」 （『新潮』2014年12月号）（2）
  - 高橋弘希 「指の骨」 （『新潮』2014年11月号、新潮新人賞受賞作）（初）

選考委員：宮本輝、村上龍、高樹のぶ子、山田詠美、小川洋子、川上弘美、島田雅彦、奥泉光、堀江敏幸
第153回（2015年上半期）
- 受賞：
  - 羽田圭介 「スクラップ・アンド・ビルド」（『文學界』2015年3月号）（4）
  - 又吉直樹 「火花」（『文學界』2015年2月号）（初）
- 候補：
  - 内村薫風 「ΜとΣ」（『新潮』2015年3月号）（初）
  - 島本理生 「夏の裁断」 （『文學界』2015年6月号）（4）
  - 高橋弘希 「朝顔の日」 （『新潮』2015年6月号）（2）
  - 滝口悠生 「ジミ・ヘンドリクス・エクスペリエンス」 （『新潮』2015年5月号）（初）
- 備考：お笑い芸人でもある又吉直樹の『火花』は受賞前から大きな話題となり、累計250万部を突破。芥川賞史上最大のベストセラーとなった。

選考委員：宮本輝、村上龍、高樹のぶ子、山田詠美、小川洋子、川上弘美、島田雅彦、奥泉光、堀江敏幸
第154回（2015年下半期）
- 受賞：
  - 滝口悠生 「死んでいない者」 （『文學界』2015年12月号）（2）
  - 本谷有希子 「異類婚姻譚」（『群像』2015年11月号）（4）
- 候補：
  - 石田千 「家へ」（『群像』2015年7月号）（3）
  - 上田岳弘 「異郷の友人」 （『新潮』2015年12月号）（2）
  - 加藤秀行 「シェア」 （『文學界』2015年10月号）（初）
  - 松波太郎 「ホモサピエンスの瞬間」（『文學界』2015年10月号）（3）
- 備考：本谷はこの受賞で、三人目の野間文芸新人賞・三島由紀夫賞・芥川賞の主要新人賞三冠を達成。

選考委員：宮本輝、村上龍、高樹のぶ子、山田詠美、小川洋子、川上弘美、島田雅彦、奥泉光、堀江敏幸
第155回（2016年上半期）
- 受賞：
  - 村田沙耶香 「コンビニ人間」（『文學界』2016年6月号）（初）
- 候補：
  - 今村夏子 「あひる」（『たべるのがおそい』vol.1）（初）
  - 高橋弘希 「短冊流し」 （『新潮』2016年1月号）（3）
  - 崔実 「ジニのパズル」 （『群像』2016年6月号、群像新人文学賞受賞作）（初）
  - 山崎ナオコーラ 「美しい距離」（『文學界』2016年3月号）（5）
- 備考
  - 村田はこの受賞で、四人目の野間文芸新人賞・三島由紀夫賞・芥川賞の主要新人賞三冠を達成。
  - 今村夏子の候補作掲載誌は福岡の出版社・書肆侃侃房の発行で、地方文芸誌からの候補は第121回の玄月「おっぱい」以来17年ぶり。また、同作を収録した『あひる』で翌年の河合隼雄物語賞を受賞。

選考委員：宮本輝、村上龍、高樹のぶ子、山田詠美、小川洋子、川上弘美、島田雅彦、奥泉光、堀江敏幸
第156回（2016年下半期）
- 受賞：
  -  山下澄人 「しんせかい」（『新潮』2016年7月号）（4）
- 候補：
  - 加藤秀行 「キャピタル」（『文學界』2016年12月号）（2）
  - 岸政彦 「ビニール傘」 （『新潮』2016年9月号）（初）
  - 古川真人 「縫わんばならん」 （『新潮』2016年11月号、新潮新人賞受賞作）（初）
  - 宮内悠介 「カブールの園」（『文學界』2016年10月号）（初）
- 備考
  - 第98回以来29年ぶりに候補作家が男性のみとなった。
  - 宮内悠介は候補作を収録した『カブールの園』で第30回三島由紀夫賞を受賞。

選考委員：宮本輝、村上龍、高樹のぶ子、山田詠美、小川洋子、川上弘美、島田雅彦、奥泉光、堀江敏幸、吉田修一
第157回（2017年上半期）
- 受賞：
  -  沼田真佑 「影裏」（『文學界』2017年5月号、文學界新人賞受賞作）（初）
- 候補：
  - 今村夏子 「星の子」（『小説トリッパー』2017年春号）（2）
  - 温又柔 「真ん中の子どもたち」 （『すばる』2017年4月号）（初）
  - 古川真人 「四時過ぎの船」（『新潮』2017年6月号）（2）
- 備考
  - 今村夏子の候補作「星の子」は同年の野間文芸新人賞を受賞。

選考委員：宮本輝、村上龍、高樹のぶ子、山田詠美、小川洋子、川上弘美、島田雅彦、奥泉光、堀江敏幸、吉田修一
第158回（2017年下半期）
- 受賞：
  - 石井遊佳 「百年泥」（『新潮』2017年11月号、新潮新人賞受賞作）（初）
  -  若竹千佐子　「おらおらでひとりいぐも」（『文藝』冬号、文藝賞受賞作）（初）
- 候補：
  - 木村紅美 「雪子さんの足音」 （『群像』2017年9月号）（2）
  - 前田司郎 「愛が挟み撃ち」（『文學界』2017年12月号）（2）
  - 宮内悠介 「ディレイ・エフェクト」（『たべるのがおそい』vol.4）（2）
- 備考
  - 新人賞受賞作のダブル受賞は史上初。また、ともに根本昌夫（元「海燕」編集長）が講師を担当する小説講座の出身者。
  - 新潮新人賞受賞作が芥川賞を取るのは米谷ふみ子「宵越しの祭」以来32年ぶり。また、文藝賞受賞作が芥川賞を取るのは史上初（ただし芦原すなお『青春デンデケデケデケ』が直木賞を受賞している）。

選考委員：宮本輝、村上龍（欠席）、高樹のぶ子、山田詠美、小川洋子、川上弘美、島田雅彦、奥泉光、堀江敏幸、吉田修一
第159回（2018年上半期）
- 受賞：
  - 高橋弘希  「送り火」（『文學界』2018年5月号）（4）
- 候補：
  - 古谷田奈月 「風下の朱」 （『早稲田文学』2018年初夏号）（初）
  - 北条裕子 「美しい顔」（『群像』2018年6月号）（初、群像新人文学賞受賞作）
  - 町屋良平 「しき」（『文藝』2018年夏号）（初）
  - 松尾スズキ 「もう「はい」としか言えない」（『文學界』2018年3月号）（3）

選考委員：宮本輝、高樹のぶ子、山田詠美、小川洋子、川上弘美、島田雅彦、奥泉光、堀江敏幸、吉田修一
第160回（2018年下半期）
- 受賞：
  - 上田岳弘 「ニムロッド」 （『群像』2018年12月号）（3）
  -  町屋良平 「1R 1分34秒」（『新潮』2018年11月号）（2）
- 候補：
  - 鴻池留衣 「ジャップ・ン・ロール・ヒーロー」（『新潮』2018年9月号）（初）
  - 砂川文次 「戦場のレビヤタン」（『文學界』2018年12月号）（初）
  - 高山羽根子 「居た場所」（『文藝』2018年冬季号）（初）
  - 古市憲寿 「平成くん、さようなら」（『文學界』2018年9月号）（初）

選考委員：宮本輝、高樹のぶ子、山田詠美、小川洋子、川上弘美、島田雅彦、奥泉光、堀江敏幸、吉田修一
第161回（2019年上半期）
- 受賞 :
  - 今村夏子 「むらさきのスカートの女」（『小説トリッパー』2019年春号）（3）
- 候補：
  - 高山羽根子 「カム・ギャザー・ラウンド・ピープル」（『すばる』2019年5月号）（2）
  - 古市憲寿 「百の夜は跳ねて」（『新潮』2019年6月号）（2）
  - 古川真人 「ラッコの家」（『文學界』2019年1月号）（3）
  - 李琴峰 「五つ数えれば三日月が」（『文學界』2019年6月号）（初）
- 備考
  - 『小説トリッパー』掲載作からの受賞は初。
  - 今村はこの受賞で、五人目の野間文芸新人賞・三島由紀夫賞・芥川賞の主要新人賞三冠を達成。

選考委員：宮本輝、高樹のぶ子、山田詠美、小川洋子、川上弘美、島田雅彦、奥泉光、堀江敏幸、吉田修一 
第162回（2019年下半期）
- 受賞 :
  - 古川真人 「背高泡立草」（『すばる』2019年10月号）（4）
- 候補：
  - 木村友祐 「幼な子の聖戦」（『すばる』2019年11月号）（初）
  - 高尾長良 「音に聞く」（『文學界』2019年9月号）（3）
  - 千葉雅也 「デッドライン」（『新潮』2019年9月号）（初）
  - 乗代雄介 「最高の任務」（『群像』2019年12月号）（初）
- 備考
  - 千葉雅也の候補作「デッドライン」は同年の野間文芸新人賞を受賞。

選考委員：宮本輝、山田詠美、小川洋子、川上弘美、島田雅彦、奥泉光、堀江敏幸、吉田修一、松浦寿輝

## 2020年代
第163回（2020年上半期）
- 受賞 :
  - 高山羽根子 「首里の馬」（『新潮』2020年3月号）（3）
  - 遠野遥 「破局」（『文藝』2020年夏季号）（初）
- 候補：
  - 石原燃「赤い砂を蹴る」（『文學界』2020年6月号）（初）
  - 岡本学 「アウア・エイジ（Our Age）」（『群像』2020年2月号）（初）
  - 三木三奈 「アキちゃん」（『文學界』2020年5月号、文學界新人賞受賞作）（初）
- 備考

遠野遥は芥川賞史上初となる平成生まれの受賞者。
選考委員：山田詠美、小川洋子、川上弘美、島田雅彦、奥泉光、堀江敏幸、吉田修一、松浦寿輝、平野啓一郎
第164回（2020年下半期）
- 受賞 :
  - 宇佐見りん 「推し、燃ゆ」（『文藝』2020年秋季号）（初）
- 候補：
  - 尾崎世界観 「母影」（『新潮』2020年12月号）（初）
  - 木崎みつ子 「コンジュジ」（『すばる』2020年11月号、すばる文学賞受賞作）（初）
  - 砂川文次 「小隊」（『文學界』2020年9月号）（2）
  - 乗代雄介「旅する練習」（『群像』2020年12月号）（2）
- 備考

21歳8か月での受賞は、綿矢りさ（19歳11か月）、金原ひとみ（20歳5か月）に次いで歴代3位の若さである。また乗代雄介の候補作「旅する練習」は2021年の三島由紀夫賞と2022年の坪田譲治文学賞を受賞。
選考委員：山田詠美、小川洋子、川上弘美、島田雅彦、奥泉光、堀江敏幸、吉田修一、松浦寿輝、平野啓一郎
第165回（2021年上半期）
- 受賞：
  - 石沢麻依 「貝に続く場所にて」（『群像』2021年6月号、群像新人文学賞受賞作）（初）
  - 李琴峰「彼岸花が咲く島」（『文學界』2021年3月号）（2）

- 候補：
  - くどうれいん 「氷柱の声」（『群像』2021年4月号）（初）
  - 高瀬隼子 「水たまりで息をする」（『すばる』2021年3月号）（初）
  - 千葉雅也「オーバーヒート」（『新潮』2021年6月号）（2）

選考委員：山田詠美、小川洋子、川上弘美、島田雅彦、奥泉光、堀江敏幸、吉田修一、松浦寿輝、平野啓一郎
第166回（2021年下半期）
- 受賞：
  - 砂川文次 「ブラックボックス」（『群像』2021年8月号）（3）

- 候補：
  - 石田夏穂 「我が友、スミス」（『すばる』2021年11月号、すばる文学賞佳作）（初）
  - 九段理江 「Schoolgirl」（『文學界』2021年12月号）（初）
  - 島口大樹 「オン・ザ・プラネット」（『群像』2021年12月号）（初）
  - 乗代雄介 「皆のあらばしり」（『新潮』2021年10月号）（3）

選考委員：山田詠美、小川洋子、川上弘美、島田雅彦、奥泉光、堀江敏幸、吉田修一、松浦寿輝、平野啓一郎
第167回（2022年上半期）
- 受賞：
  - 高瀬隼子 「おいしいごはんが食べられますように」（『群像』2022年1月号）（2）

- 候補：
  - 小砂川チト 「家庭用安心坑夫」（『群像』2022年6月号、群像新人文学賞受賞作）（初）
  - 鈴木涼美 「ギフテッド」（『文學界』2022年6月号）（初）
  - 年森瑛 「N/A」（『文學界』2022年5月号、文學界新人賞受賞作）（初）
  - 山下紘加 「あくてえ」（『文藝』夏季号）（初）
- 備考

候補者が女性のみとなった初の回
選考委員：山田詠美、小川洋子、川上弘美、島田雅彦、奥泉光、堀江敏幸、吉田修一、松浦寿輝、平野啓一郎
第168回（2022年下半期）
- 受賞：
  - 井戸川射子「この世の喜びよ」（『群像』7月号）（初）
  - 佐藤厚志「荒地の家族」（『文學界』11月号）（初）
- 候補：
  - 安堂ホセ「ジャクソンひとり」（『文藝』冬季号、文藝賞受賞作）（初）
  - グレゴリー・ケズナジャット「開墾地」（『群像』11月号）（初）
  - 鈴木涼美「グレイスレス」（『文學界』11月号）（2）

選考委員：山田詠美、小川洋子、川上弘美、島田雅彦、奥泉光、堀江敏幸、吉田修一、松浦寿輝、平野啓一郎
第169回（2023年上半期）
- 受賞：
  -  市川沙央「ハンチバック」（『文學界』5月号）（初）
- 候補：
  - 石田夏穂「我が手の太陽」（『群像』5月号）（2）
  - 児玉雨子「##NAME##」（『文藝』夏季号）（初）
  - 千葉雅也「エレクトリック」（『新潮』2月号）（3）
  - 乗代雄介「それは誠」（『文學界』6月号）（4）

選考委員：山田詠美、小川洋子、川上弘美、島田雅彦、奥泉光、堀江敏幸、吉田修一、松浦寿輝、平野啓一郎
第170回（2023年下半期）
- 受賞：
  -  九段理江「東京都同情塔」（『新潮』12月号）（2）
- 候補：
  - 安堂ホセ「迷彩色の男」（『文藝』秋季号）（2）
  - 川野芽生「Blue」（『すばる』8月号）（初）
  - 小砂川チト「猿の戴冠式」（『群像』12月号）（2）
  - 三木三奈「アイスネルワイゼン」（『文學界』10月号）（2）

選考委員：山田詠美、小川洋子、川上弘美、島田雅彦、奥泉光、堀江敏幸、吉田修一、松浦寿輝、平野啓一郎
第171回（2024年上半期）
- 受賞：
  - 朝比奈秋「サンショウウオの四十九日」（『新潮』5月号）（初）
  - 松永K三蔵「バリ山行」（『群像』3月号）（初）
- 候補：
  - 尾崎世界観「転の声」（『文學界』6月号）（2）
  - 坂崎かおる「海岸通り」（『文學界』2月号）（初）
  - 向坂くじら「いなくなくならなくならないで」（『文藝』夏季号）（初）

選考委員：山田詠美、小川洋子、川上弘美、島田雅彦、奥泉光、吉田修一、松浦寿輝、平野啓一郎、川上未映子
第172回（2024年下半期）
- 受賞：
  - 安堂ホセ「DTOPIA」（『文藝』秋季号）（3）
  - 鈴木結生「ゲーテはすべてを言った」（『小説トリッパー』秋季号）（初）
- 候補：
  - 竹中優子「ダンス」（『新潮』11月号、新潮新人賞受賞作）（初）
  - 永方佑樹 「字滑り」（『文學界』10月号）（初）
  - 乗代雄介 「二十四五」（『群像』11月号）（5）
- 備考

鈴木結生は芥川賞史上初となる21世紀生まれの受賞者。
選考委員：山田詠美、小川洋子、川上弘美、島田雅彦、奥泉光、吉田修一、松浦寿輝、平野啓一郎、川上未映子
第173回（2025年上半期）
- 受賞：なし
- 候補：
  - グレゴリー・ケズナジャット「トラジェクトリー」（『文學界』6月号）（2）
  - 駒田隼也 「鳥の夢の場合」（『群像』6月号、第68回群像新人文学賞当選作）（初）
  - 向坂くじら 「踊れ、愛より痛いほうへ」（『文藝』春季号）（2）
  - 日比野コレコ 「たえまない光の足し算」（『文學界』6月号）（初）
- 備考

芥川賞・直木賞とも「該当作なし」は1998年の第118回以来27年半ぶりで6回目。
選考委員：山田詠美、小川洋子、川上弘美、島田雅彦、奥泉光、吉田修一、松浦寿輝、平野啓一郎、川上未映子

## 参考資料
- 永井龍男ほか 『芥川賞の研究』 みき書房、1979年
- 永井龍男 『回想の芥川・直木賞』 文藝春秋、1979年
- 『芥川賞全集』 文藝春秋、1982年-
- 『ダカーポ』2006年7月19日号「特集・芥川賞、直木賞を徹底的に楽しむ」 マガジンハウス
- 芥川賞のすべて・のようなもの（非公式サイト）